# ロリコン漫画
ロリコン漫画（ロリコンまんが）またはロリコンマンガとは、ロリータ・コンプレックスをテーマとした漫画のこと。
本項では「ロリコン同人誌」「ロリコン劇画」「ロリコン漫画雑誌」についても解説する。

## 概要

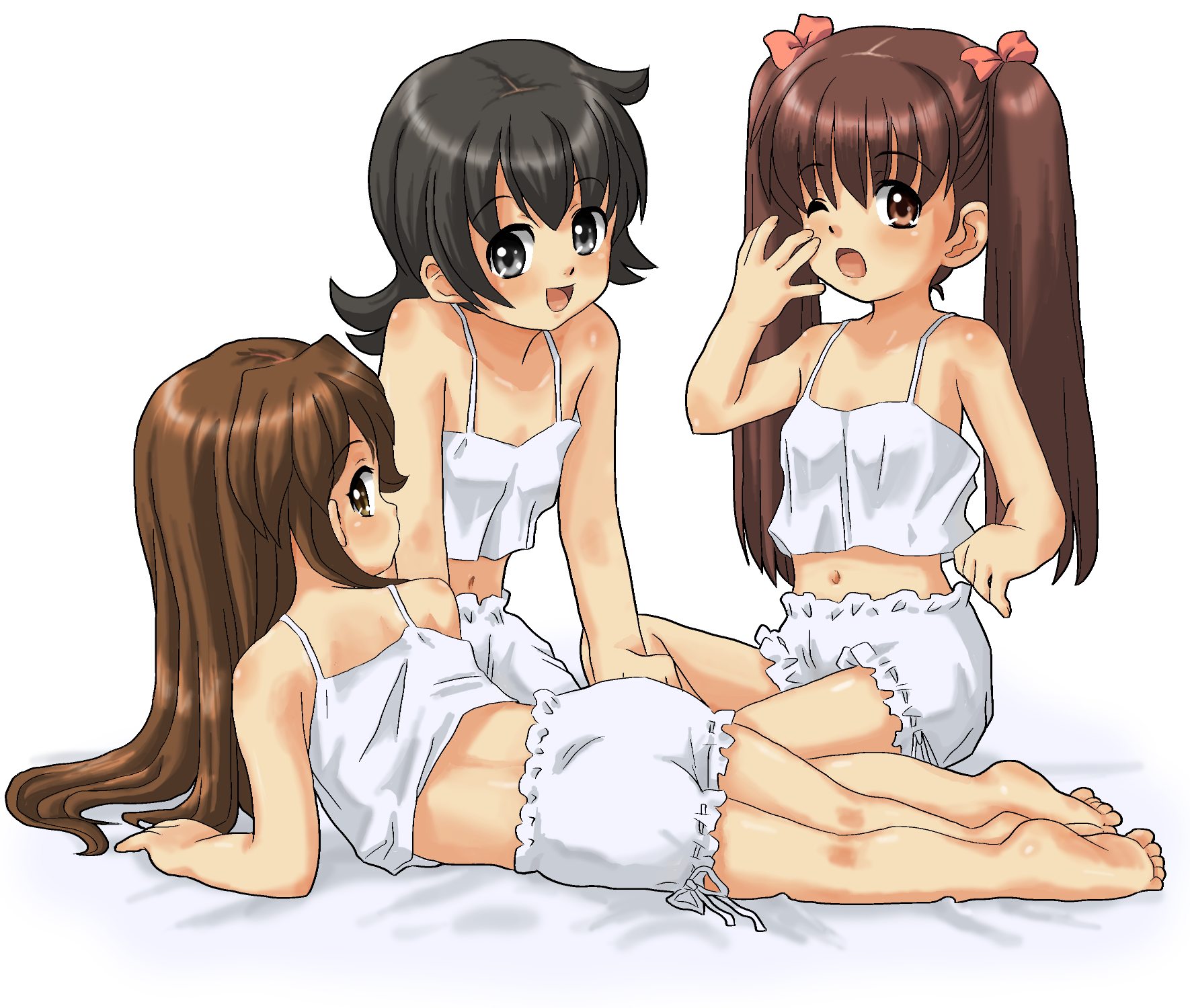
アニメ調や少女漫画調の可愛らしい絵柄で性的に表現された美少女（ロリータ）。

少年・少女向けのアニメや漫画のキャラクターを思わせる絵柄の少女に性欲を感じたり萌えたりする漫画で、未成年（主に中学生以下）に見える架空の美少女が描かれる。
「エロ劇画」の全盛期だった1970年代末に、エロ劇画のオルタナティブとして登場した。その端緒は「オタク」（いわゆる「オタク第一世代」）によって草創期のコミックマーケットで頒布されたロリコン同人誌であり、少年漫画の絵柄でエロ（エロパロ）を描くのが画期的であった。漫画評論家の阿島俊（コミックマーケット準備会2代目代表・米澤嘉博の変名）は「同人誌における少年漫画がロリコン漫画によって復権した」と評している。
1980年代初頭の「ロリコンブーム」の際は、アニメ系の絵柄の漫画がなんでも「ロリコン漫画」と呼ばれていたが、1980年代後期には市場の拡大とともにこのような絵柄が珍しくもなくなり、さらに「ロリータ」に限らない様々な分野に作風が分化し、総称して「美少女コミック」と呼ばれるようになった。その後は「美少女コミック」の一分野として「ロリコン漫画」の系譜が脈々と続いている。
一方、少女をリアルな筆致で描いた「ロリコン劇画」というサブジャンルもある。

## 歴史

### 黎明期

#### ロリコンアニメブーム（1979年）
1977年8月に公開された劇場版『宇宙戦艦ヤマト』の大ヒットを受けて、アニメの人気が高まり、アニメ雑誌が創刊ラッシュとなった。そのうちの一つである『アニメージュ』（徳間書店、1978年5月創刊）は、編集部員の鈴木敏夫が『太陽の王子ホルスの大冒険』（1968年、高畑勲監督）を高く評価しており、創刊当初よりアニメーターの宮崎駿を推しており、折に触れて宮崎と高畑を取り上げた。当時はまだ『月刊ニュータイプ』も存在せず、『アニメージュ』が最大手であり、その分アニメファンに対する影響力は大きかった。
1979年12月、東京ムービー新社が製作した長編アニメーション映画『ルパン三世 カリオストロの城』（宮崎駿監督）が公開される。同作には、主人公が「妬かない、妬かない、ロリコン伯爵」とのセリフを言うシーンがあり、アニメ脚本家の小黒祐一郎によると、この作品で初めて「ロリコン」という言葉を知ったアニメファンも多かったのではないかとのこと。なお、このシーンはロリコンアニメブームの象徴的シーンとして、アニメ雑誌『アニメック』のロリータ特集号「"ろ"はロリータの"ろ"」（1981年4月号）でも表紙として採用された。
『カリオストロの城』の興行成績自体は必ずしも高いものではなかったが、『アニメージュ』が総特集「宮崎駿 冒険とロマンの世界」（1981年8月号）を組むなど推しまくったこともあり、アニメファンからの評価は高かった。特にヒロインであるクラリスは「ロリコン」アニメファンからの人気が非常に高く、『アニメージュ』の主催する1981年度（第4回）「アニメグランプリ」の歴代キャラクター部門で4位に入賞した（『アニメージュ』1982年6月号）。投票総数1万3千票、投票者の平均年齢は15歳前後と、当時のアニメのファン層はまだまだ若く、投票者の層は女子の方がやや多かったが、男女ともに高い支持を受けたシャア・アズナブルやキャプテン・ハーロックなどと違い、クラリスは男子からの人気が圧倒的で、男子に限った場合は投票数1位だった。ただしロリコンブームにおける女子の存在は無視できるものではなく、クラリスも女子人気も12位で、一定数の支持があった。この人気を受け、アニメーターの宮崎は1982年より『アニメージュ』に漫画『風の谷のナウシカ』を連載する。本作は同じく「ロリコン」アニメファンに評判が良く、1984年には徳間書店の出資により映画化された。もっとも、当時の「ロリコン」アニメファンに大きな支持を受けた宮崎自身は、「ロリコン」という言葉を若い人が「あこがれ」の意味で使っていると思っており、「ロリコン」などと安易に口にして「あこがれ」を遊びにしている「ロリコン」アニメファンを嫌っていた。

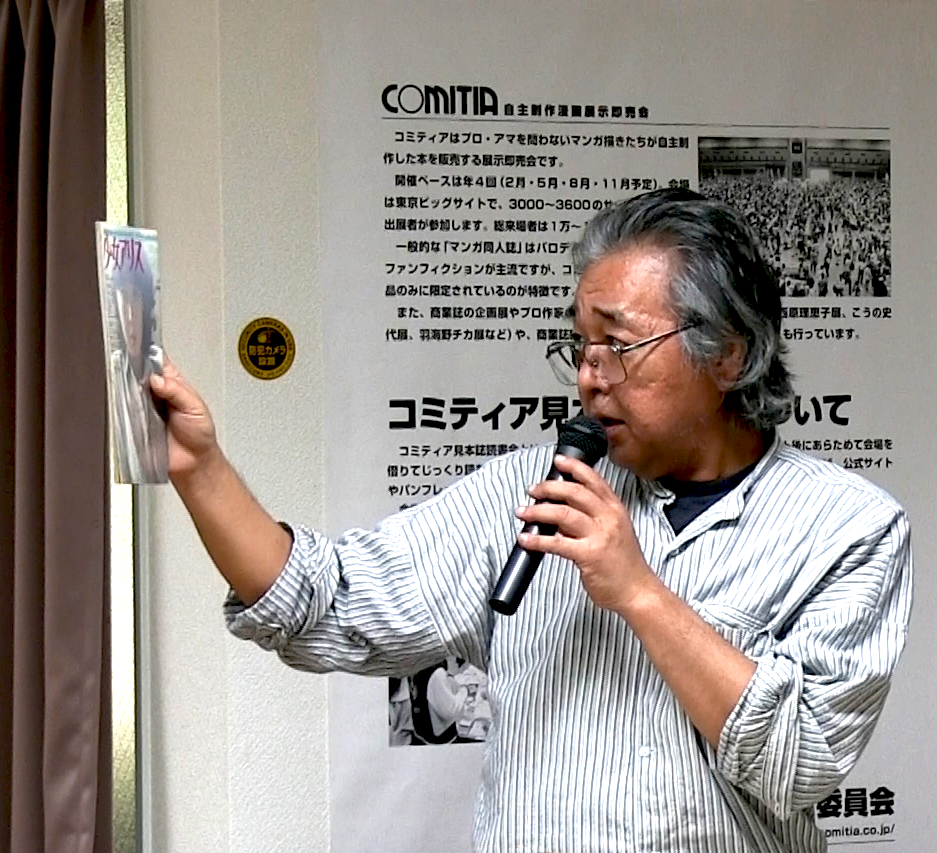
ロリコンブームの火付け役とされる川本耕次（元『Peke』『少女アリス』編集長、ロリータ総合誌『ロリコンHOUSE』監修）

宮崎を推す『アニメージュ』に対し、競合アニメ雑誌『月刊OUT』（みのり書房）は、漫画家の吾妻ひでおを推していた。というのも『OUT』編集部員の川本耕次が吾妻ひでお推しであり、1978年8月号で最初の吾妻ひでお特集「吾妻ひでおのメロウな世界」を行って以来、たびたび特集を行い、また表紙を飾った。『OUT』誌はアニメを中心としつつも漫画、同人、サブカルチャーなども扱う総花的な雑誌であり、特にオリジナル漫画やアニパロ漫画がウリだったことから、吾妻はゆうきまさみなどと並ぶ同誌の看板作家として漫画・アニパロ漫画を描いた。吾妻ひでお作品初のアニメ化として1982年に『コロコロポロン』が放送された際には、『OUT』（1982年6月号）で満を持して特集を行った。
『アニメージュ』1982年4月号には「ロリコントランプ」が付属。当時のロリコンアニメファンに人気のキャラが網羅されている。パッケージ画の担当は吾妻ひでお、「エース」は当然『カリオストロの城』のヒロイン・クラリスだった。
このような形で、主にアニメファンにおいて「ロリコン漫画」を支持する土壌ができつつあった。

#### ロリコン同人誌の出現（1979年）

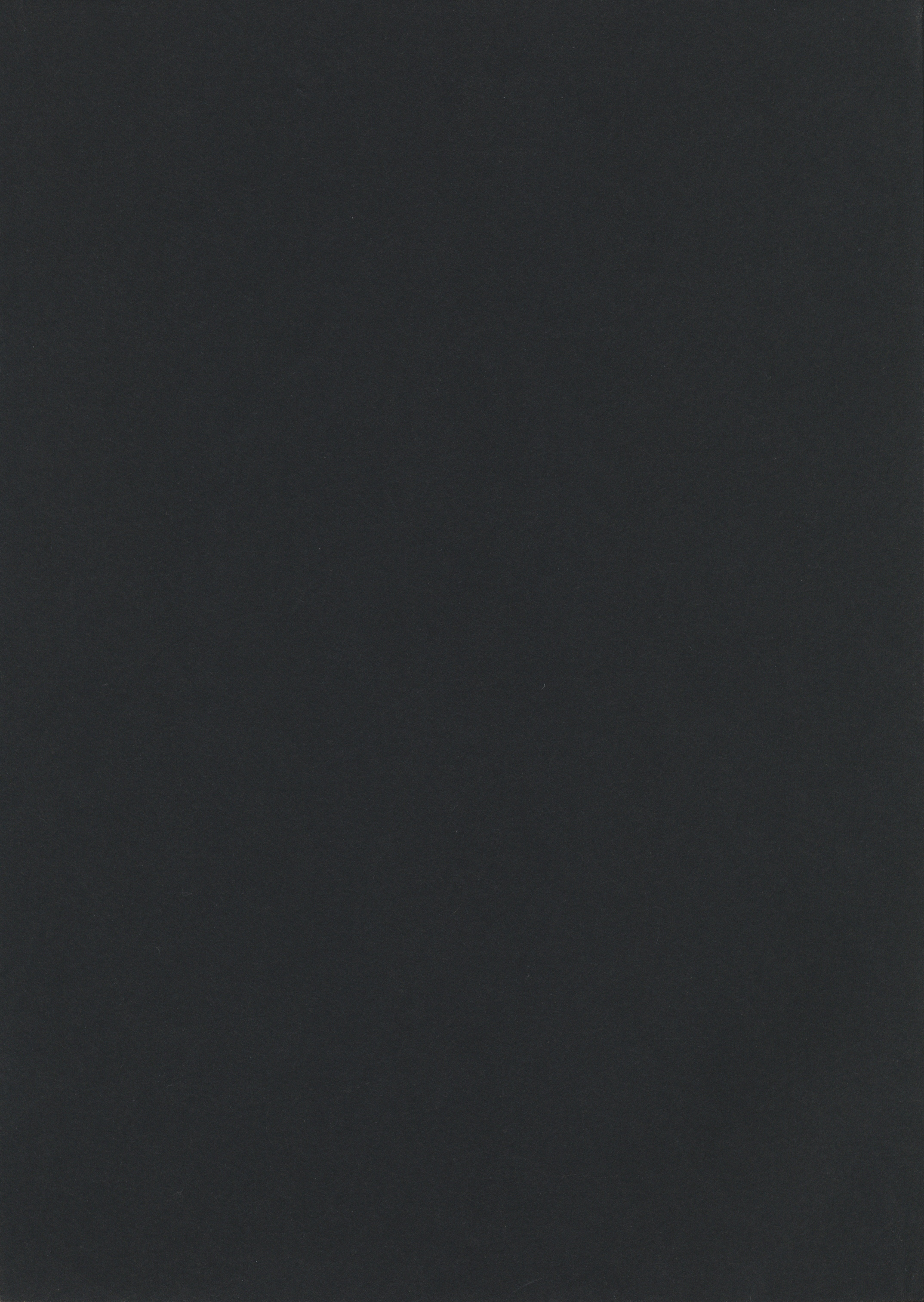
「謎の黒本」と呼ばれた日本初の男性向けエロ同人誌『シベール』

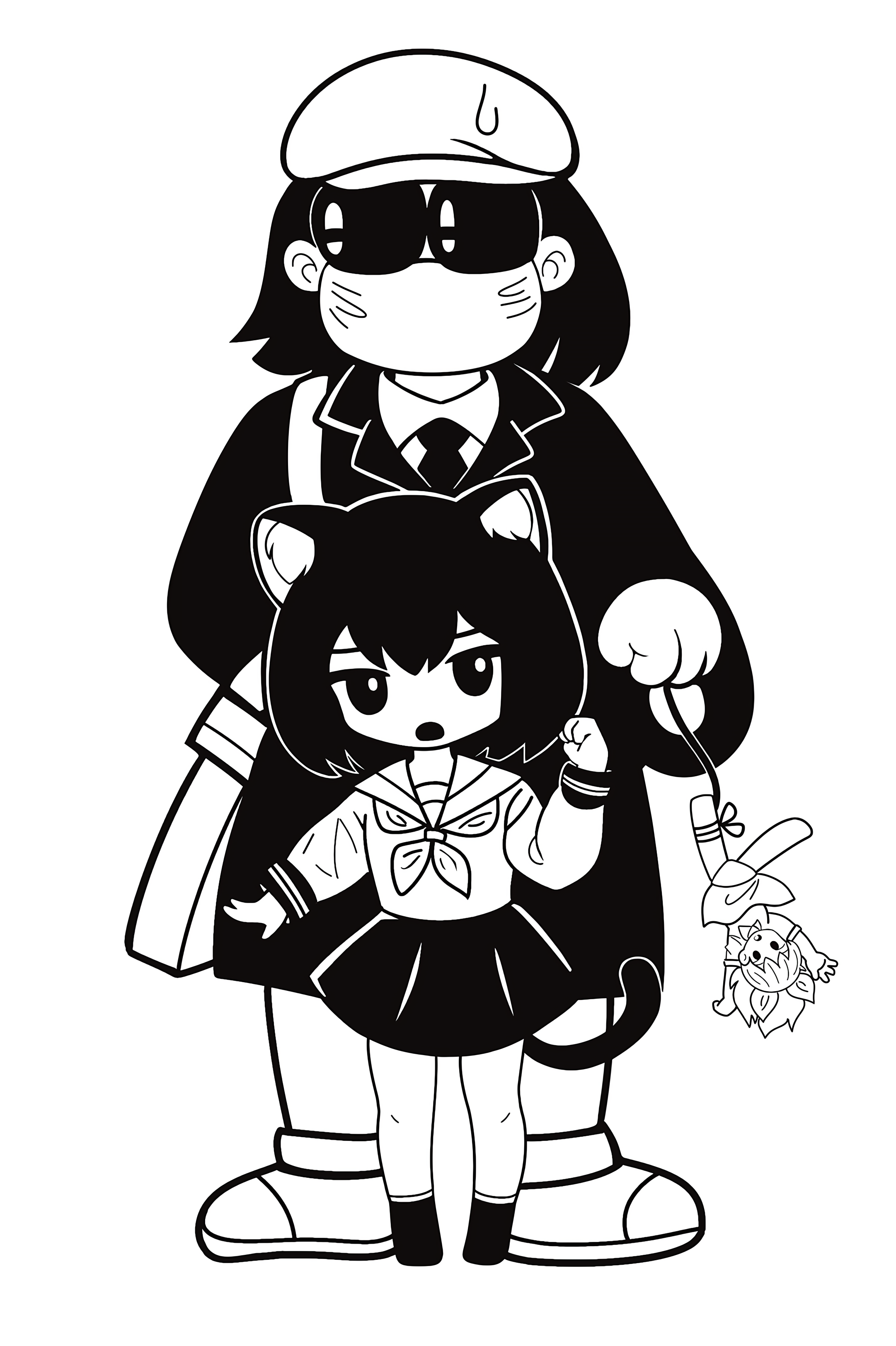
1980年代前半のコミックマーケットに出没していた蛭児神建。このキャラクターは吾妻ひでお、内山亜紀、中田雅喜などのロリコン漫画にスターシステムとして採用された。

1979年当時、東京・江古田に『まんが画廊』という喫茶店があり、よく漫画家がたむろしていた。そこでロリコン話をしていた、吾妻ひでおとアシスタントの沖由佳雄が、ロリコン同人作家の蛭児神建に声をかけ、ロリコン同人サークルが結成された
1979年4月、吾妻ひでおの主宰する漫画制作チーム「無気力プロ」が制作した、日本初のロリコン漫画同人誌とされる『シベール』が「コミックマーケット11」で頒布された。2号目くらいまでは200〜300部程度の売り上げだったが、3号目くらいから18禁の「謎の黒本」としてうわさが広がり、売り上げが跳ね上がった。コミケで列ができた最初のサークルだという。
『シベール』は1981年4月開催の「コミックマーケット17」で発行された「第7号」をもって終刊。終刊号の行列は発売前から100人前後に達した。行列にはデビュー前の森山塔も並んでいたという。
吾妻が当時サークル参加した最後のコミケとなる、1981年夏開催の「コミックマーケット18」では、『プレイコミック』（秋田書店）誌で吾妻が連載中だった『スクラップ学園』のヒロイン・ミャアちゃんの写真集を模したイラスト集『ミャアちゃん官能写真集』を発行し、6時間で1600冊がハケた。秋田書店は一応メジャー出版社なので、秋田書店の編集部からは嫌がられたが、吾妻は無視してエロ同人誌を作った。
この『シベール』が呼び水となり、1981年夏の「コミケット18」ではロリコン同人誌が数十誌にまで増えた。その後、漫画情報誌『ふゅーじょんぷろだくと』に在籍していた緒方源次郎（現・小形克宏）が1981年10月号でロリータ特集を企画。同号では原丸太（志水一夫の別名義）がロリコン同人誌の詳細なマップを作成するとともに、図版付きで『シベール』の内容を取り上げた。これによって、それまで関東ローカルに過ぎなかったロリコン同人誌の存在が全国に知れ渡った。1982年になると商業誌でもロリコン漫画が氾濫し、「ロリコン・ブーム」と呼ばれるようになる。
1982年7月には白夜書房から同人誌アンソロジー『ロリコン白書─ロリコン同人誌ベスト集成』（ふゅーじょんぷろだくと編）が発売される。内容は同人誌の紹介を中心として、少女写真、ルポルタージュ、青山正明や蛭児神建らの過去発表済みの原稿など、総花的な内容だったが、ロリコンブームの後押しもあって同書は中ヒットを記録した。

#### ロリコン漫画の商業出版（1979年）
1979年当時、かつてみのり書房のアニメ雑誌『月刊OUT』やSF漫画雑誌『月刊Peke』などで吾妻を特集していた元みのり書房の編集者・川本耕次は、エロ本（自販機本）の出版を業とするアリス出版に転職していた。川本は、吾妻が史上初のロリコン同人誌を製作して当時のコミケで頒布したことを知り、商業誌初となる「ロリコン漫画」の連載を吾妻に依頼する。こうして吾妻は『純文学シリーズ』と後に呼ばれることになる一連の作品を、アリス出版の自販機本『少女アリス』（1979年12月増刊号 - 1980年8月号、通巻15号）に連載した。
この連載は川本の退職により打ち切られたが、本作に『帰り道』（『マンガ奇想天外』に掲載）および『妄想画廊』（描きおろし）を加え、1981年7月に奇想天外社から『陽射し』の題で単行本化された。定価1200円という高めの値段ながら大いに売れ、書店（紀伊國屋書店新宿本店）でサイン会をしたら長蛇の列ができるほどだった。
なお、本作は商業出版されたものとしては史上初の「ロリコン漫画」となるが、エロ本に連載されたのは、元からエロ本に連載するために描かれたわけではなく、単に「吾妻ひでお推し」の編集者の川本が当時エロ本の出版社にいたからに過ぎない。

### ロリコンブーム（1980年代）

#### ロリコン劇画の登場（1970年代末）
1970年代当時、エロ漫画というとエロ劇画しかなかったが、「ロリコン・ブーム」に伴い、ロリコン漫画に挑戦するエロ劇画家も現れた。いわゆる「ロリコン劇画」（ロリコンエロ劇画）である。1980年代に入ると「ロリコン劇画」だけを集めた「ロリコン劇画誌」が乱立した。
当時のロリコン劇画の主要な作家としては、三条友美、羽中ルイなどが挙げられる。特徴としては、当時のアニメの絵柄（「アニメ絵」）ではなく、劇画の絵柄で、特に当時の実在の「ロリコンアイドル」に寄せた絵柄が多い。また、「ロリコンブーム」ということで、それまで人妻エロ劇画を得意とした作家にロリコン劇画を描かせている例も少なくないことから、一応「女子校生」という設定でも、人妻がセーラー服を着ているような絵柄が多い。さらに言うと、ロリコン劇画には「若妻」「幼妻」というサブジャンルがあり、例えば『漫画ロリータ』誌の主力作家の一人だった沖圭一郎などは、「幼妻」を名目にして完全に極まった人妻エロ劇画である。
「ロリコン劇画」は、旧来のエロ劇画ファンからの人気は高かったものの、絵柄が劇画なので、10代後半から20代前半（1980年当時）のアニメ世代の支持は得られなかった。時代が「エロ劇画」から「ロリコン漫画」に移り変わるに従い、乱立した「ロリコン劇画誌」は早期に潰れた例が多い。
「ロリコン劇画誌」で活躍した「ロリコン劇画家」のうち、1980年の時点で劇画度が弱く「アニメ絵」に近かった野口正之や中島史雄などの作家はかなり売れていた。そのため彼らのような絵柄の作家だけで雑誌を作ろうという編集者は1980年時点で存在していたものの、一方で時代はまだ「エロ劇画」の全盛期であり、「アニメ絵」の作家だけでエロ漫画雑誌が成り立つとは、業界はまだ思っていなかった。
例えば、当時の「エロ劇画御三家」の一つ『漫画大快楽』（檸檬社）の姉妹誌として1980年に創刊された『漫画バクダン』において、最も人気があったのは、後に「内山亜紀」の名でロリコン漫画の代表格となる野口正之だった。当時の「エロ劇画御三家」の一つ『劇画アリス』（アリス出版）編集長の米沢嘉博から見れば、野口が当時のロリコンファンや吾妻ひでおファンに支持されていたことは間違いなかったものの、米沢が『劇画アリス』廃刊直後の1980年に出した「ロリコンマンガ誌」の企画は会社に拒否されてしまった。
しかし1981年以降、ロリコン漫画の勢いが次第に大きくなった。「ロリコン劇画家」のうち、野口正之や中島史雄など元々「アニメ絵」に近かった作家は劇画の絵柄をさらに弱め、「ロリコン漫画家」として初期のロリコン漫画誌でも活躍することになる。谷口敬は初期のロリコン雑誌『漫画ブリッコ』でも起用されて表紙を描いた。また、ロリコン漫画の勃興期にロリコン漫画に移行せず、極まったロリコン劇画を描いていた作家でも、時代の流れに従い、1980年代後半のロリコン漫画の拡大期に次第にロリコン漫画に移行した作家は少なくない。

#### 『ヤングキッス』の創刊（1981年）
1981年11月、『ヤングキッス』（光彩書房）が創刊された。表紙は野口正之。「打倒！ ヤングジャンプ ヤングマガジン」を掲げ、当時のエロ漫画誌でありながらエロ劇画誌を踏襲せず、ヤング誌を意識した物だった。作家陣も、内山亜紀（この時期に野口正之から改名）や谷口敬などのロリコン作家を擁する一方で、ほんまりうを擁するなど、やはりヤング誌を意識した物だった。創刊号の編集後記によると、『漫画ギャング』や『漫画ガロ』などを反面教師として意識していたようで、確かに「エロ劇画」からの超越を目指してはいたものの、必ずしも「ロリコン誌」とは言えなかった。エロ度も弱かった。
『ヤングキッス』は、元々はエロ劇画誌『漫画エマニエル』増刊として1980年7月に刊行されたロリコン劇画誌『純少女』の売れ行きが好評だったのを受け、内山亜紀の人気を当て込んで創刊されたものだったが、編集長の多田在良の野心により、『純少女』の延長線上ではなく、総花的な内容の「ワケわからん雑誌」となってしまった。読者のハガキでは「完璧なロリコン雑誌にしてくれ」との要望が多く、多田編集長は内山のアドバイスも聞きながら試行錯誤し、刊行後期には「ロリコン漫画誌」としての布陣を固めつつあったが、全く売れずに返本率7割、6号で廃刊になった。当時は『レモンピープル』もそんなに売れていなかったことから、会社は後継たるロリコン雑誌の創刊を認めず、結局、『ヤングキッス』廃刊直後となる1982年5月に刊行された2冊目の『純少女』（ロリコン専門誌 漫画エマニエル5月号増刊）に、『ヤングキッス』7号に掲載されるはずだった漫画を掲載し、これをもってこの流れは潰えた。多田は、1986年に発売された『漫画バンプ』6月増刊号『ロリコンKISS』（東京三世社）にコラムを寄稿しており、当時の顛末を語っている。
『ヤングキッス』は、漫画史的には「プレロリコン誌」と位置付けられる。

#### 「漫画ニューウェーブ」の衰退
1970年代末には斬新な感覚を持った漫画家が『劇画アリス』『月刊Peke』『月刊コミックアゲイン』『マンガ奇想天外』『漫金超』などのマイナー誌でおおぜいデビューし、「漫画ニューウェーブ」と呼ばれたが、1982年頃にもなると「ニューウェーブ」漫画家の主だった者はメジャー誌に吸収され、「ニューウェーブ」運動は消滅しつつあった。一方、「ロリコンブーム」に伴い、エロ劇画、同人誌、アニメ、少女漫画の世界から斬新な感覚を持った漫画家が、おおぜいロリコン漫画に流入し、「ロリコン漫画」こそがかつての「ニューウェーブ」の地位を担いつつあった。
しかし、1982年当時、漫画評論家の村上知彦の見立てでは、「ロリコン漫画」は運動としては弱く、せいぜいあだち充（当時『タッチ』が大ヒット中）や鳥山明（当時『Dr.スランプ』が大ヒット中）の売り上げに奉仕させられているに過ぎなかった。

#### 『レモンピープル』の創刊（1982年）
そんな1982年2月、あまとりあ社から『レモンピープル』が創刊された。これが商業初のロリコン漫画雑誌とされる。吾妻ひでおと内山亜紀が二枚看板だったが、宮西計三やダーティ・松本がいるなど、初期はまだエロ劇画の色が濃かった。また、この創刊号では千之ナイフがデビューしている（当時は「山本和都」名義）。漫画研究者の稀見理都が『レモンピープル』編集長の久保直樹から聞いた話によると、作家陣はコミケ代表の米沢嘉博に頼んでコミケで一本釣りしてきてもらったとのことで、その作家が別の作家を連れてくる形で、作家陣が充実していく。
『レモンピープル』1982年3月号（創刊2号）より破李拳竜『撃殺!宇宙拳』が連載開始。ロリコン漫画の体裁でパロディをちりばめた本作は大ヒット作となった。平野俊弘の作画でアニメ化の企画があったが、テレビでやるにはパロディが多すぎ、さすがに流れた。なお、アニメで使われるはずだったサントラが1985年に発売されている。なお破李拳竜のtwitterによると、やりたい放題描いたので電子書籍による復刊も難しいとのこと。「アニメ化」の初報は『アニメージュ』1983年7月号で、これが「知る人ぞ知る」ロリコン漫画誌の作品が一般誌に現れた最初の例である。その後はOVAブームに伴い、エロ漫画原作作品やアダルトアニメが一般アニメ誌に登場するのは珍しくもなくなり、1980年代後半のアニメ誌ではエロを「袋とじ」で提供するのが一般化するが、一方で『アニメージュ』はエロアニメを取り扱わない方針になった。
1983年10月号より、ちみもりを『冥王計画ゼオライマー』が連載開始。1988年にOVA化された。
1985年には阿乱霊『戦え!!イクサー1』がOVA化。実質的に企画を担当した『レモンピープル』でもしばらく特集記事が組まれた。確かに予算は少なかったがクオリティは高く、平野俊弘、垣野内成美、大張正己という当時の三大アニメーターの揃い踏みにより、「美少女SFロボアニメの金字塔」として当時のロリコンオタクを熱狂させた。
1982年当時はまだまだエロ劇画の全盛期で、『レモンピープル』も創刊当初は苦しかったらしいが、このように創刊当初よりヒット作を連発した『レモンピープル』が、当時のロリコン雑誌の規範となり、時代が移り変わるに従いフォロワー雑誌がいくつも発売された。この時期のロリコン漫画は、同人から一本釣りしてきた新人作家が多く、やはり「SFアニメ」や「テレビ特撮」といった当時の若いオタクの趣味をダイレクトに反映して、パロディやアニメ的な内容に美少女を絡ませたものが多い。「描き手」と「読者」の距離の近さが特徴だった。この辺のノリは『月刊OUT』や『ファンロード』にも通じる。悪堕ちしたミンキーモモのようなキャラが出てきたり、「おーばり」風メカにバトルスーツの少女を絡ませたりする。そんな中でも中島史雄や谷口敬といったエロ劇画出身のベテランも1980年代中頃までは活躍していた。
ちなみにガンダムの富野由悠季監督も同誌を読んでおり、『機動戦士ガンダムZZ』（1986年）に『レモンピープル』をもじったキャラクターが登場する。

#### 『漫画ブリッコ』がロリコン漫画誌に（1983年）

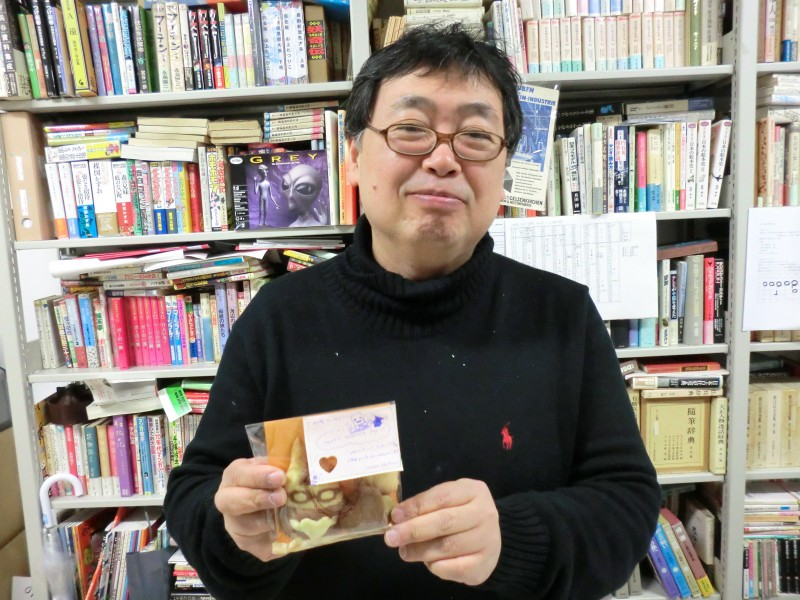
大塚英志（元『漫画ブリッコ』編集人）

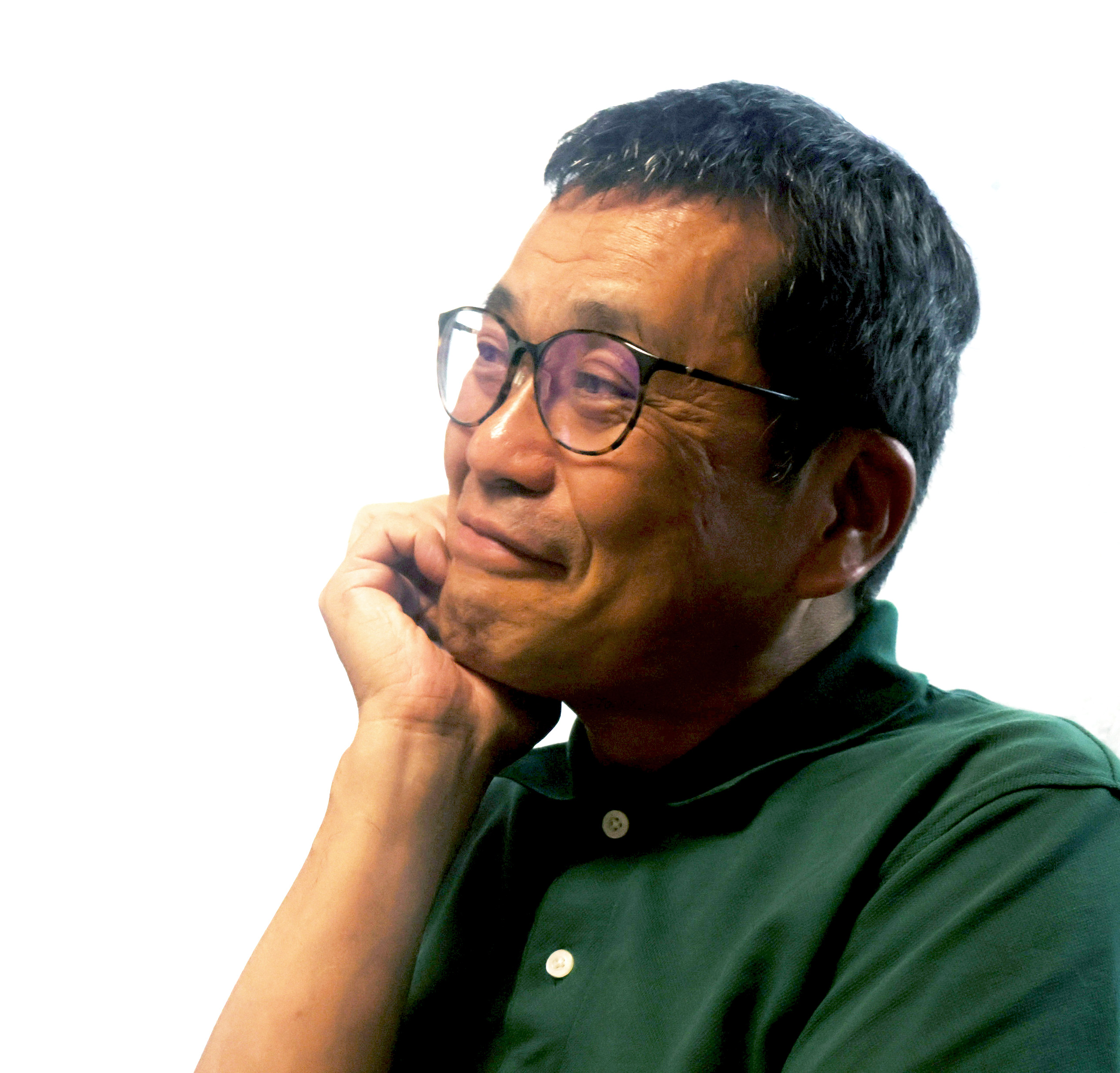
小形克宏（元『ふゅーじょんぷろだくと』『漫画ブリッコ』編集部）

前述のロリコン同人誌アンソロジー『ロリコン白書』のヒットをきっかけに「漫画はイケる」と思った白夜書房営業部員の藤脇邦夫は、エロ劇画誌『漫画ブリッコ』（セルフ出版→白夜書房）を創刊する。当初はエロ劇画の再録雑誌だったため、さっぱり売れず、廃刊スレスレのところで大塚英志（オーツカ某）と緒方源次郎（おぐゎた、後に本名の小形克宏に改名）の知己を得て、二人が編集権を奪取。同誌は1983年5月号より「夢見る男の子のための美少女コミック誌!」をキャッチコピーに、先行誌『レモンピープル』の後を追う形で、突如ロリコン漫画誌にリニューアルした。これが2番目のロリコン漫画誌とされる。
『ブリッコ』は1983年5月号より、表紙絵を南伸坊から谷口敬に変更。岡崎京子、桜沢エリカ、白倉由美、ひろもりしのぶ、東京おとなクラブ（中森明夫）など、執筆陣の半数以上は小形が集めてきたメンバーで占められた。結果としてリニューアル号は完売し、雑誌の存続が決定する。同年11月号より表紙を三流劇画出身の谷口敬から少女漫画風のあぽ（かがみあきら）に変更し、よりロリコン色を強めた。特に藤原カムイとひろもりしのぶは単行本が大いに売れた。
大塚が『ブリッコ』で唱導した「美少女コミック」とは、成人向け漫画というより「男性も読める少女漫画的なもの」あるいは「ちょっとエッチで可愛い女の子が出てくる青少年向けのマニア雑誌」という位置づけが強く、作り手も18歳未満の者を読者に想定していた節があったため、必ずしもエロ要素は必要条件ではなく「美少女さえ出ていれば何をしてもいい」という非常に自由で実験的な漫画ジャンルだったとされている。同誌の顛末は大塚英志『「おたく」の精神史 一九八〇年代論』に詳しい。
1982年当時、『ブリッコ』編集部の大塚は徳間書店の契約社員であり、1981年より『アニメージュ増刊・リュウ』の編集部に勤務し、1982年当時は『美少女まんがベスト集成 プチ・アップルパイ』の編集にも携わっていた。『プチ・アップルパイ』の主な執筆メンバーは、あさりよしとお、早坂未紀、白倉由美などで、『リュウ』及び『ブリッコ』と一部重複している。『リュウ』および『プチ・アップルパイ』のメンバーをベースとして、1985年1月には少年誌『月刊少年キャプテン』が創刊された。
1984年9月、『ブリッコ』の表紙を担当していたかがみあきらが急死し、表紙が悶悶になる。初期の『ブリッコ』では直接的・実用的な性的描写よりもナンセンス色の強い不条理系作品が多かったが、1984年にはみなみゆうこがデビュー（『ブリッコ』誌では「ひろもりしのぶの再来」として売り出された。アシスタントをしながらアニメーターを目指して上京予定の絵の上手い高2の実妹「ゆきみこ」も人気を博した。1980年代には筆を折り、2019年に死去）。みなみゆうことひろもりしのぶに代表される、ハード（実用的）なものが増え始める。順風満帆に見えた『ブリッコ』だったが、編集部内での大塚と藤脇の対立や、大塚の企画で製作された18禁OVA『魔法のルージュ りっぷ☆すてぃっく』（1985年）の失敗から、大塚は次第にやる気をなくし、1985年9月号をもって編集助手の斎藤礼子（O子）に編集長を交代した。ほどなく『ブリッコ』は廃刊し、作家陣はO子編集長の下で新たに創刊された『漫画ホットミルク』（白夜書房→コアマガジン、1986年 - 2001年）に引き継がれた。

#### その他のロリコン雑誌
その他の主要なロリコン雑誌としては、蛭児神建編集の『プチパンドラ』（一水社、1984年 - 1987年）、『ペパーミントコミック』（日本出版社、1984年 - 1986年）、『ハーフリータ』（松文館、1986年 - 1991年）などがある。
しかし、「ロリコンブーム」に伴いニッチな市場で大量の雑誌が創刊されたものだから、市場は飽和し、長続きした物は少ない。

#### 一般誌への波及
1982年1月、内山亜紀『あんどろトリオ』が『週刊少年チャンピオン』で連載開始。SF漫画の皮をかぶったオムツ変態ロリコン漫画は大ヒットとなった。
これをきっかけに、一般誌でもロリコン漫画が増え始める。特に内山亜紀が来るまで『少年チャンピオン』で看板を張っていた大ベテランの手塚治虫は露骨な対抗意識を燃やし、同年7月より『少年チャンピオン』で『プライム・ローズ』を連載。しかし思ったほど人気が出なかった。
1984年より、『漫画ブリッコ』などで活躍したひろもりしのぶが「みやすのんき」名義で『月刊少年ジャンプ』（集英社）にて『やるっきゃ騎士』を連載。「ラブコメ」と「エロ」が融合した「エロコメ」というジャンルの代表作となる。

### 1980年代後半

#### 森山塔の登場（1984年）
1984年、森山塔（山本直樹）がデビューする。デビューはエロ劇画誌だったが、アニメ系の絵柄だったことから、すぐにロリコン漫画誌に引き上げられた。当時はロリコンブームなので、一応「ロリコン漫画」という体裁で販売されたが、従来のロリコン漫画とは明らかに異質で、ストーリも絵も甚だしく過激だった。1985年6月に刊行された『ロリコン日記 よい子の性教育』は、まんが専門店「まんがの森」に平積みされた3000冊がすぐにハケるなど（普通の単行本なら1軒の店で50冊も売れればヒットの扱いである）、新人作家の処女単行本としては異例の大ヒットとなり、すぐに各誌で引っ張りだことなる。
この森山塔をメイン作家とする形で、『コミックロリポップ』（1986年創刊、笠倉出版社）や『ホリディコミック』（1986年創刊、ミリオン出版）など新世代の「美少女漫画誌」が創刊された。『漫画ブリッコ』の作家陣を引き継いで創刊された『漫画ホットミルク』創刊号（1986年4月）にも森山塔が登場し、1986年5月号より森山塔の『正しいエロ漫画の描き方』が連載された。森山塔がエロ劇画誌に掲載していた作品を集めた『とらわれペンギン』（辰巳出版）は半年で10万部を売り上げ、これを見た辰巳出版も森山塔を看板とした美少女漫画誌『ペンギンクラブ』（1986年創刊、辰巳出版）を新たに創刊した。
1986年までは、「エロ漫画」というとまだまだ「エロ劇画」で、「ロリコン漫画」はニッチだったが、1987年にもなると、美少女漫画の単行本なら十数万部は確実だと分かった。そのため、1986年から1988年ごろにかけて、各社とも美少女漫画誌を創刊し、エロ漫画業界は「エロ劇画」から「美少女漫画」へと本格的に移行した。1973年に創刊された最初のエロ劇画誌にして、1986年当時までエロ劇画の頂点であり続けていた『漫画エロトピア』誌も、1986年11月号をもって美少女漫画誌にリニューアルした。1987年には森山塔『よい子の性教育』の売上が20万部、『とらわれペンギン』の売上も発売1年で20万部に達した。売上は、森山塔がダントツで、森山に次ぐ雨宮じゅん、ひろもりしのぶあたりの人気作家も他の作家の二・三倍は売れていた。マイナー出版社の単行本で、宣伝もほとんどなかったが、『週刊新潮』曰く、「バケモノ」のような売れ方をした。
もっとも、森山塔レベルの作家を一般誌が放っておくはずがなく、すぐに一般誌に引き上げられ、1986年より「山本直樹」名義で『ビッグコミックスピリッツ』で『はっぱ64』『極めてかもしだ』を連載。「ロリコン漫画家」「美少女漫画家」森山塔として活動した時期は短かった。
能條純一が看板作家だった『漫画エロトピア』リニューアル号（1986年11月号）を初め、この時期のエロ漫画誌はまだエロ劇画を引きずっている面が多かったが、森山塔を筆頭とする、セックスに特化した次世代の「ロリコン漫画」「美少女漫画」が人気を博すようになるにつれ、谷口敬などエロ劇画期からの作家や、吾妻ひでおなどの初期のロリコン漫画を支えた先駆的作家の多くは、世代交代の波に揉まれるなどして市場から消えていくことを余儀なくされた。一方で、遊人や山田のらなど、ロリコン漫画の市場が爆発的に拡大したこの時期にロリコン漫画市場に流入した元エロ劇画/ロリコン劇画の作家も多い。
なお、森山塔の単行本が甚だしく売れたことに伴い、1986年から1987年にかけてマスコミ各誌で森山塔が盛んに取り上げられている。ただし、1987年時点ではまだ「ロリコン漫画」という用語と「美少女漫画」という用語はほぼ同じ意味で使用されていた。そのため、リニューアル後の『エロトピア』誌の主力作家の一人として「若奥様モノ」を連載していた大地翔なども、ほとんどエロ劇画に近い絵柄の美少女漫画であるが、当時においては「人妻物を得意とするエロ劇画家」ではなく「ロリコン漫画」に分類される。大地翔の作品は人気があり、にっかつの「コミック・エロス」シリーズの一つ『若奥様のナマ下着』（石川欣監督）として1987年に映画化され、1987年度のズームアップ映画祭では作品部門で第2位、監督の石川が監督賞、脚本の加藤正人が脚本賞に選出されるなど、非常に高い評価を受けた。ちなみに、1989年に刊行された大地翔の特集号『若奥様のナマ下着』（漫画エロトピア1989年1月15日号増刊）は、1989年に非常な社会的衝撃を与えた「宮﨑勤の部屋の写真」における「八畳間に残されたロリコン雑誌」として、同じ部屋に散乱した『レモンピープル』や『月刊OUT』などとともにマスコミで取り上げられた。

#### 「ロリコン漫画」から「美少女コミック」へ
この時期のエロ漫画のポイントとして、この時期にコンビニが日本各地にでき始めたことにより、旧来の「エロ劇画」が書店や自販機がメインの販路だった中、コンビニでの雑誌流通による「この手」のエロ漫画の市場の爆発的な拡大がある。1989年より『ビッグコミックスピリッツ』に連載された『サルでも描けるまんが教室』にて、青年誌におけるこの手の漫画を「エロコメ」と命名した竹熊健太郎は、「エロ劇画」と「エロコメ」の違いとして、「明るく」「清潔」で「軽いお笑い」のある「コンビニ感覚」を指摘している。
「エロ劇画」を置き替える形で1970年代末に登場した「この手」のエロ漫画は、最初は全部「ロリコン漫画」と呼ばれたが、この手のエロ漫画の市場の拡大につれ、「ロリコン漫画」をベースとして様々に分化し、総称して「美少女コミック」と呼ばれるようになった。その結果、ガチの「ロリコン漫画」自体は衰退した。「ロリコン漫画」ブーム衰退の理由について、エロ漫画評論家の永山薫は「単純に読者にも作者にもホンモノの幼児性愛者がいなかったから」「元々、『ロリコン』は『お祭りのテーマ』にすぎなかったから」と論じている。
ちなみに「美少女コミック」という名称の名付け親は吾妻ひでおとされ、吾妻が参加していた漫画誌『レモンピープル』（あまとりあ社）1982年6月号から用いられるようになった。同誌は創刊当初「ロリコン・コミック」を自称していたが、この名称が気に入らなかった吾妻が「美少女コミック」という名称を提案し、採用されたと言われている。

#### 有害コミック騒動（1989年）
1989年8月、東京・埼玉連続幼女誘拐殺人事件の犯人である宮﨑勤が逮捕された。マスコミに公開された「アニメ」「ロリコン雑誌」「ホラービデオ」が散乱した犯人の部屋の写真のインパクトは強烈で、これにより世間からロリコンに対するバッシングが苛烈になった。その勢いは漫画にも波及し、朝日新聞（1990年9月4日付）社説『貧しい漫画が多すぎる』を契機として、「有害コミック騒動」が勃発した。
これにより、『コミックロリポップ』（笠倉出版社）や『ハーフリータ』（松文館）など複数のロリコン雑誌が休刊した。1991年には山本直樹『Blue』（光文社）が東京都によって不健全図書指定を受け、回収された。公権力側からの弾圧と、出版社側からの自主規制などがあり、業界は冷え込むことになる。
また、1991年2月より「成年マーク」が導入され、18歳未満は購入できない「成年コミック」として徹底したゾーニングが図られるようになった。これ以前の「ロリコン漫画」は、18歳未満でも普通に購入できたことから、未成年の読者が少なくなかったが（ちなみに『漫画ブリッコ』の主力作家陣「ブリッコスクールメイツ」の白倉由美・のつぎめいる、「2代目ブリッコスクールメイツ」の「さんにんめの女子高校生」ゆきあやのや、みなみゆうこのアシスタントをしていた絵の上手い妹は当時高校生で、執筆陣にも未成年が多くいた。『レモンピープル』で1984年にデビューした小林紗良に至っては、当時中学2年生だった。それくらい若い業界だった）、1991年以後のロリコン漫画は明確に「成年向け」となり、エロ度も激しくなる。
成年マークの導入によるゾーニングの完了により「有害コミック騒動」は落ち着き、1991年6月には塔山森（森山塔あらため）を看板作家とする『COMICパピポ』（フランス書院）が創刊。エロ漫画業界は復調に向かう。

### 1990年代前半
1990年代前半に「エロ漫画」全般が落ち込んだ中で、「ロリコン漫画」を支えたのが『ホットミルク』誌である。1980年代後半にコミケで名を馳せた同人サークル「とろろいも軍団」のメンバー・「とろろいも1号」こと新貝田鉄也郎と、「とろろいも3号」こと田沼雄一郎が、1980年代末から1990年代にかけての『ホットミルク』誌の主力作家となった。主要な作品としては、『ホットミルク』が美少女コミック誌初の東京都不健全図書に指定される要因ともなった新貝田鉄也郎『調教師びんびん物語』（1988年-1991年）、「子供同士」の先駆例である田沼雄一郎『SEASON』（1990年-1998年）などがある。「とろろいも軍団」は、当時『週刊少年ジャンプ』の看板作家だった「にせとろろいも1号」こと萩原一至を筆頭に、かなり強い少年漫画の筆致だった。田沼雄一郎も少年誌の『月刊少年キャプテン』に引き上げられ、『SEASON』の執筆は一時中断された。

### 1990年代後半

#### ロリコン漫画誌の創刊ラッシュ
1990年代前半に落ち込んだ反動から、1990年代中頃よりエロ漫画誌の創刊ブームとなり、ロリコン漫画誌が乱立した。代表的なところでは、『プチチャイム』（桜桃書房）、『リトルピアス』（東京三世社）、『ワレメっ子倶楽部』（オークラ出版）、『COMICねね』（松文館）、『アリス』シリーズ（白夜書房）などがある。一口に「ロリコン漫画誌」と言っても、各誌とも独自のカラーを出そうと工夫していた。
『プチチャイム』は山咲梅太郎や猫玄などが参加し、かなりソフトだった。一方、『リトルピアス』はほしのふうた、ねんど。、奏亜希子などが参加し、凌辱などかなりハードだった。『COMICねね』は栗東てしおやへっぽこくんなどが参加していた他、「ロリータ」を標榜しながらロリータではない漫画も交じっており、例えば序ノ口譲二が参加していた。
『アリス』シリーズは、漫画ホットミルク増刊『アリスの城』（1996年、白夜書房）シリーズから始まる一連のムック本で、町田ひらくやりえちゃん14歳など、『ホットミルク』系の作家が参加。後期の『COMICアリスくらぶ』シリーズあたりでは、『爆走兄弟レッツ&ゴー!!』の同人だったナヲコや、ジャンプ系の同人だったタカハシマコなど、ショタコン同人誌を手がけていた作家が主力となった。

#### 「ぷに」属性の広まり
1990年代後期にはインターネットのCGサイトにおいて「ぷに」という呼称が発生し、丸っこくぷにぷにした幼児体型のキャラクターを愛好するムーブメントが形成され、同人界に派閥を形成した。このジャンルの始祖は『魔法のプリンセス ミンキーモモ』（1982年）や『銀河漂流バイファム』（1983年）など芦田豊雄が率いるスタジオ・ライブが手掛けた一連のアニメと考えられ、その意味では、『ミンキーモモ』の同人誌を当時より手掛けていた森野うさぎ（同人誌『シベール』出身で、女児向け玩具『こえだちゃん』フリークとしても知られた）が「ロリコン漫画」における「ぷに」系の始祖ともいえる。なお、『ミンキーモモ』製作者の首藤剛志自身は、二次創作同人誌自体には肯定的だったが、少女を性愛の対象とするのは否定的で、女児向けに作ったアニメをオタクの男性のロリコンや萌えの対象にされるのは非常に不愉快に思っていた。
1990年代も『魔法陣グルグル』（1992年-2003年、1994年にアニメ化）や『夢のクレヨン王国』（1997年）など「ぷに」系のヒット作が継続的にリリースされており、1999年時点ではサブカル本『空想美少女大百科』でも取り上げられるぐらいにジャンルとして確立していた。1999年より放送されたアニメ『おジャ魔女どれみ』が特に大ヒットとなり、1999年からは『おジャ魔女どれみ』を中心としたぷに系作品限定の同人誌即売会「ぷにケット」が東京で年に2回開催されている。

### 2000年代

#### 有害コミック騒動の影響と、その終焉
1990年代には「有害コミック騒動」によってエロ漫画全般の勢いが沈んだ一方、そのおかげでエロ度の低いエロ漫画でも消費者に受容されたという側面もあり、「エロが全てじゃない」という1980年代初頭のロリコン漫画の風潮が、むしろ復活した。タカハシマコ、大塚ぽてと、ほしのふうたなどに代表されるように、少女漫画、ティーンズラブ、ショタコン漫画などに出自を持つ作家が「ロリコン漫画」に多く流入した。
しかし1990年代末には「ハイエンド系」と「ハードなエロス」の波がロリコン漫画にも到来し、1980年代から継承して来た「ロリコン漫画」の絵柄に革新が起こった。その帰結として、2002年に『COMIC LO』が創刊され、本誌が2000年代以後のロリコン漫画を先導することになる。

#### 「ハイエンド系」ムーブメント（1998年 - 2004年）
『漫画ホットミルク』誌でコラムコーナー「雑誌事評」を担当していた更科修一郎は、コアマガジンを退職し、1998年にジャパン・ミックス社でギャルゲー雑誌『ピュアガール』誌を創刊。「ハイエンド美少女マガジン」を標榜する本誌で更科が加野瀬未友とともに先導したのが「ハイエンド系」ムーブメントである。
この時期はハードウェアの性能向上によって色数の制限がなくなり、CGを使う若い世代の同人イラストレーターが急増した。それに伴いデザインは向上し、描線は精緻になった。美大出身でデジタルも使いこなすグラフィッカーがコミティアで出した「ハイエンド系同人誌」は商業製品並みのクオリティを誇った。『ピュアガール』誌のイラストを担当したCHOCO、黒星紅白（PS用ソフト『サモンナイト』のグラフィッカーである飯塚武史の変名）、たかみちなどが当時の「ハイエンド系」の代表的なイラストレーターである。加野瀬は『ピュアガール』誌のコラムにおいて、美少女ゲームこそが当時のオタク業界の代表であると豪語した。漫画評論家の伊藤剛も『美術手帖』にて、グラフィック・デザインに秀でた同人誌に関してCHOCO、As'まりあ、SHあRPの名を挙げて論じている。なお、「ハイエンド系」の解釈は人によって相違があり、更科と加野瀬は伊藤を批判。いわゆる「ハイエンド論争」に発展し、2001年10月、更科・加野瀬と伊藤が新宿ロフトプラスワンのイベントに参加した際は険悪な雰囲気になった。
『PUREGIRL』誌は1999年に版元がビブロスに変更され『Colorful PUREGIRL』に誌名を変更。2002年、『ピュアガール』の姉妹誌として、ビブロスの『カラフルBee』（後藤圭二や数井浩子が表紙を担当し、当時の「アニメ世代」寄りの誌面）および『カラフル萬福星』（『カラフルBee』増刊として1998年10月創刊。完全デジタル入稿を導入した史上初の漫画雑誌で、「宇宙初!?電脳美少女コミック誌」を自称。掲載作品が全てCGコミックなのがウリだったが、当時はフルデジタル美少女漫画家は少なかったため、粟岳高弘や田中浩人など、作風には幅があった）の系譜を継承しながら「ハイエンド系」の思想を体現するコミック誌『カラフルコミックピュアガール』が創刊された。創刊号の看板はみさくらなんこつとCARNELIANで（いずれも女性エロ原画家）、「萌え」に全振りした点では『マジキュー』（エンターブレイン）と近い紙面ではあったものの、本誌の編集方針は明確だった。更科は「ハイエンド系」ムーブメントにおいて、80年代から続くロリコン漫画の絵柄を刷新するため、意図して幼年向け少女漫画の絵柄を用いたという。おしゃれだったが、エロ度は低かった。綾瀬さとみや宇佐美渉など、少女漫画風の作家が主力だったが、一方で『カラフルBee』から引き継いだ『ゲノム』（古賀亮一）という得体の知れないギャグ漫画が連載されていて熱狂的なファンが付いた。『カラフルコミックピュアガール』は「恋愛&H満載のハートフルコミック」を標榜しており、当時はこの手の漫画誌（いわゆる「いちゃラブ」）は成年誌（成人男性向け雑誌）には存在せず、ティーンズラブ誌（少女向け）の独壇場であったため、成年誌におけるこの手の雑誌の嚆矢となった。なお、当時は『少女革命』などティーンズラブ誌のエロが成年誌並みに激しくなっていた時期であり、Cuvieやつつみあかりなど男性向け/女性向けの双方で描いていた作家も少なくなく、誌風に関してはともかく実用性に関しては両者の差はそれほど大きくなかった。
『コミックピュアガール』は加野瀬の退社に伴い2003年に休刊、『ピュアガール』本誌も2004年に休刊した。『ゲノム』（古賀亮一）は『コミックメガストア』に移籍、また『カラフルBee』で連載していた空鵺は『週刊少年ジャンプ』に吸い上げられるなど、作家も散り散りになった。「CGで漫画を描く」というのは、1998年当時は守旧派からつるし上げを食らったそうだが、2004年にもなるとデジタルで漫画を描く人は珍しくもなくなり、特にエロ漫画はデジタルで描くのが普通となる。「ハイエンド系」は、大塚英志が1980年代前半に牽引したエロ漫画におけるニューウェーヴ運動の反復であると同時に、世代間闘争としての側面を永山薫は指摘しているが、結局その意義をプレゼンしきれないまま「運動」としては不発に終わり、「ハイエンド系」という用語も廃れた。
なお、天誅というバンドが1999年に発表した『ハイエンドオタク』という楽曲では、「ロリコンコミックを買うためにコミケに並ぶ」「秋葉原に行けばロリコンアニメにロリコンゲームなどすべてが手に入る」などと言った、当時の「ハイエンド系」ムーブメントを支持した「ハイエンドオタク」の価値観が描写されている。

#### エロ漫画がさらにエロくなる
有害コミック騒動の影響が薄れたことと、デジタル作画の普及でスクリーントーンや修正が使い放題（加えてインターネットの普及で無修正画像も見放題）になったこともあって、1990年代末よりエロ漫画のクオリティが上がり、エロさが激しくなり始める。性器の描写の向上に関して、漫画評論家の芝田隆広は、この時期のエロ漫画は「消しなし」あるいは「消し微小」だったことにより「従来の『消されることを前提としたぞんざいな描き方』をすることが許されなくなったのに伴って、作家のちんこまんこ描写力も飛躍的に向上した」、またインターネットの普及により「世界中のあらゆる人があらゆる人種のあらゆるちんこまんこを、あらゆる角度から動画であれ静止画であれ簡単に入手することが可能となった」ことに由来するとし、これを「IT革命」になぞらえて「TM-Revolution（ちんこまんこ革命）」と評した。
『ピュアガール』の競合ギャルゲ誌である『メガストア』（コアマガジン）は、『ピュアガール』の対極にあり、いかにも猥雑だった。1999年、『メガストア』の増刊として漫画誌『コミックメガストア』（コアマガジン）が創刊される。いちおう『ホットミルク』誌の兄弟誌ということになるが、この頃には『ホットミルク』はエロ度が弱いことから人気が低まっており、ハードなエロスを売りにして人気を得た『コミメガ』と入れ替わる形で2001年に休刊した。『ホットミルク』系である『アリス』系のロリコンムックも売れ行きが良くなかったらしく、廃刊と新創刊による誌名の変更を繰り返し、2003年に終刊。執筆していたメンバーは『ホットミルク』後継誌の『COMICメガキューブ』や『漫画ばんがいち』などに流れた。『メガキューブ』は2001年に竹下堅次朗がエロ漫画デビューしたことが特筆されるが、雑誌の勢いは強くなく、2003年に休刊。なお、コアマガジン退職後の更科修一郎が編集し藤脇邦夫の協力のもとで1999年に刊行した全年齢向けアンソロジー『キュートプラス』（コアマガジン、「vol.1」とあるが2巻以降は出なかった）では、ホットミルク系の高雄右京、『ピュアガール』系のほっけうるふ、『快楽天』系の鰹巻あさひ、そしてハイエンド系のイコンである黒星紅白など、各誌から集った「ハイエンド系」が総登場していたが、結局この流れはコアでは続かなかった（更科によると、『電撃大王』などの「成年向け少年漫画誌」がこの系譜を引き継いだという）。
『豪血寺一族』シリーズのグラフィッカーである村田蓮爾を看板に据え、OKAMAや道満晴明などを擁する「ハイエンド系」エロ漫画誌の最右翼とみなされていた『快楽天』誌（ワニマガジン）も、2003年頃より西安やLINDAなどを前面に出すハードなエロ漫画雑誌に鞍替えした。

#### 茜新社の快進撃（2002年）
2002年10月、『COMIC LO』（茜新社）が創刊される。創刊号のキャッチコピーは「子供ですが、何か？」。表紙イラストの担当は、『果てしなく青い、この空の下で…。』（2000年）のグラフィッカーとして知られたたかみち。ハイエンド系の王道であるSHあRP（SH@RP、後に『STEINS;GATE』のアーティストとして知られる）とRAITA（本庄雷太、後に『戦場のヴァルキュリア』のアーティストとして知られる）が創刊号に参加した。執筆陣も『サモンナイト』の同人誌で知られた火浦R（『COMIC LO』2004年6月号、Vol.6より参加）など、「ハイエンド系」の影響下にある若い作家が多かったが、猫玄や完顔阿骨打などの実力派も参加するなど、「ロリコン」というコンセプト以外の部分ではかなりバラエティに富んでいた。作風も、ギッチギチの凌辱である片桐火華から、日常の延長として「いちゃラブ」を描く長月みそかまで、かなりバラエティに富んでいた（なお、長月は同時期に一般紙の『まんがタイムきららキャラット』でも連載を持っていたが、『COMIC LO』掲載作品と『まんがタイムきららキャラット』掲載作品で世界観を変えずに描いていた）。ロリコンであることは確かだが2000年代前半当時のエロ漫画の主流とはかけ離れた作風であったうさくんが2005年1月号（vol.9）より参加するなど、かなり懐の深い雑誌だった（なお、うさくんは『LO』読者に愛された末、2007年10月号より巻末のギャグマンガ『マコちゃん絵日記』担当になった。この作風はむしろ一般誌の方が適していたようで、うさくんと作風がそっくりな水沢悦子という人が一般誌で2009年より連載した『花のズボラ飯』という作品が大ヒットしている）。
一方、同じ茜新社からは『ひな缶』というロリータ系アンソロジーが2002年より刊行されており、同じく2002年より刊行されていた別のロリータ系アンソロジー『小鳥館』（茜新社）の作家を受け入れる形で、2003年11月に月刊誌『ひな缶Hi!』（茜新社）として創刊される。表紙の担当は、『はるのあしおと』（2004年）のグラフィッカーとしてちょうど『カラフルピュアガール』（2003年11月号）の表紙を飾っていたKIMちー。『ひな缶』は「萌え」に全振りしており、懐の深さゆえにサブカルの雰囲気すらあった『COMIC LO』と全く雰囲気は違うものの、「ハイクオリティ美少女Hコミック」を標榜しており、やはりエロゲー世代のロリ漫画雑誌という点は同じであった。『カラフルコミックピュアガール』誌の「恋愛&H満載のハートフルコミック」というコンセプトはこちらが継承しており、巻田佳春、ほっけうるふ、ベンジャミンなど、何人かの作家が『カラフルピュアガール』『カラフルコミックピュアガール』から移籍して来ている。ネット絵師（当時「CGネットワーカーズ」と呼ばれた）から引き揚げられた巻田佳春を初めとして、作家陣は基本的にデジタルとの親和性は高く、『宵待姫』（2006年）などのグラフィッカーとしても知られる瑞井鹿央や、『街角のブーランジェ』（2005年）などのグラフィッカーとしても知られるあらきかなおなど、執筆陣にはエロゲの原画をしていた人もいたが、パソコンすら持っていなかった『COMIC ZIP』（フランス書院）系の影乃いりすなど、アナログ世代からデジタル世代への過渡期ということもあって、ある程度幅があった。また、当時「電撃文庫」編集部の三木一馬が「ハイエンド系」からイラストレーターを吸い上げており、2005年に『灼眼のシャナ』のコミカライズに抜擢された笹倉綾人や、『夢みたいな星みたいな』のあらきかなおなど、電撃に吸い上げられた人も多かった。
『ひな缶Hi!』は7号まで出たところで休刊し、『comicバニラ』（茜新社）の作家を受け入れる形で2004年に『COMIC RIN』にリニューアル。表紙は引き続いてKIMちー。『ひな缶』および『COMIC RIN』は、ロリ漫画を主に掲載する美少女漫画雑誌ということで、『COMIC LO』とジャンルが重複する部分があったものの、編集方針は全く違い、読者層も執筆陣もほとんどかぶっていなかった。ただし交流はあったようで、2008年に『COMIC RIN』でデビューしたクジラックスは後に『COMIC LO』に移籍している。
『LO』よりも年齢層が高めの『ひな缶』『COMIC RIN』に対し、『LO』よりもさらに年齢層が低めの乳園児（ペド漫画）を扱うムックとして、2003年に『園ジぇる』（茜新社）が創刊される。表紙の担当は、当時『快楽天』の主力だった西安（同誌ではハードなエロスの熟女漫画を主に描いていたが、ロリータも上手かった）。いかがわ四郎やきくらげなどといった、『COMIC LO』の執筆メンバーも参加した。特に目高健一の作品は読者と書店に衝撃を与えた（当時は一般の書店でもこの手の書籍の取り扱いをしていた）。やはりニッチだったようで、2006年発売の9号をもって終刊した。最終号では後継誌の構想を匂わせていたが、結局出なかった。『COMIC LO』から来たメンバーは、そのまま『LO』に帰った。また、緋鍵龍彦は電撃に吸い上げられた。なお、2012年頃にAmazonなどの主だった書店ではこの手の書籍が排除され、発表の場が極めて限定されることになった。
余談だが、茜新社は当時『好色少年のススメ』というショタ漫画ムックも出していた。上記のロリ漫画雑誌と共通して参加していたのは笹倉綾人や猫玄くらいで、あまり作家はかぶっていなかったが、女性向けではなく明確に男性向けで（「男の娘」）、かなり近い立ち位置にあった。

#### その他の流れ
東京三世社は、2002年に隔月刊のロリコン漫画雑誌「コミックミニモン」（2002年 - 2006年）を創刊。同時に、それまで刊行されていたロリコンアンソロジー『リトルピアス』は「コミックミニモン」の増刊雑誌という扱いなり、互いに隔月ごとに刊行された（「ミニモン」は偶数月、「リトルピアス」は奇数月）。ほりほねさいぞうやたまちゆきなどが執筆しており、『リトルピアス』の流れを汲んだハードな誌風には一定のファンがいた。「コミックミニモン」の誌風は旧来の「リトルピアス」とほぼ同じだったが、そのうち「リトルピアス」は何かテーマを設けた「特集号」という形で差別化されるようになった。「コミックミニモン」は（末期の数か月だけ非ロリコン漫画雑誌の「コミックフェロモン」となった後）2006年に休刊。「リトルピアス」も同時期に終刊。元々はガチガチの凌辱だったたまちゆきは和姦寄りに作風を改め、『COMIC RIN』に移籍した。なおアブノーマルな性癖の漫画を得意とした東京三世社は、2008年12月、Amazonが「鬼畜系」「ドラッグ」「残虐」「食糞」などを規制することを通達したこともあって経営が苦しくなり、2009年に漫画から撤退、2010年に倒産した。
あまとりあ社（久保書店）は、ロリコンアンソロジーの『貧乳シリーズ』（1999年～2007年）および『ぺたふぇち』（2008年～2014年）を刊行していた。1998年に休刊した『レモンピープル』の流れを汲み、画風は相当緩かったが、プレイはハードだった。流星ひかる、てるき熊、かにかに、ほしのふうたなどが執筆していた。なお、ほしのふうたやてるき熊は東京三世社の『リトルピアス』『コミックミニモン』にも執筆しており、誌風は似たところがあった。
松文館は、ロリコンアンソロジー「コミックエロスマン」（2002年）「幼女○○」（2004年-）などを刊行していた。邑澤広士（Littlewitchのグラフィッカーで『白詰草話』（2002年）などに参加）、塩野干支郎次、翻田亜流（ほんだある）などが執筆していた。
ヒット出版社は、『COMIC 少女天国』（2002年-2008年）および『comic ino.』（2008年-2009年）を刊行していた。『少女天国』はあらきあきらや犬星などが主力で、本家に当たるCOMIC阿吽で描いていた田倉まひろなどの作家も執筆していた。表紙はあらきあきらが担当していたが、後期にはいぬぶろが定着し、『ino.』も引き続いていぬぶろが表紙を担当。『comic ino.』は当初はアンソロジーとして発売されていたが、『COMIC 少女天国』の廃刊と同時に、その後継誌として、2008年6月号より月刊誌として刊行された。しかし2009年2月号をもって休刊した。

### 2010年代
『COMIC RIN』は2012年に休刊し、2013年に『Juicy』（茜新社）が創刊される。表紙の担当は松竜。作家も作風も『COMIC RIN』の系譜を継承し、「いちゃラブ」がメインだった。既に一般誌で活躍するビッグネームとなった笹倉綾人なども参加していた。『COMIC RIN』はファンタジーなロリコン漫画も多かったが、『Juicy』は明確に「女子中学生」をテーマとした。2017年4月号（vol.17）をもって休刊し、『ひな缶』から続いた幸せな夢は終わった。
また、2013年には「女子高校生」をテーマとした『COMIC高』（茜新社）も創刊される。エグい作品が目立ち、特に『COMIC高』2017年9月号（Vol.16）でデビューした花咲つつじ（大横山飴）のエグさは読者に衝撃を与えた（田中圭一は「平成の山本直樹」と評した）。同誌は2018年11月号（Vol.30）をもって休刊。その後、後継誌『COMICアオハ』（2019年 - 2021年）が創刊された。

#### 『COMIC LO』の独走
一方、「ロリコン漫画」というジャンルでは『COMIC LO』が独走した。

#### 『ロリコン漫画』の新たな地平
『COMIC LO』はさらに、「ロリコン漫画」の新たなジャンルを開拓するために、『LO』増刊として実験的な雑誌も刊行した。
2012年に『COMIC LO』の増刊として『Girls forM』が創刊される。創刊号のキャッチコピーは「女の子上位。」。女性上位に特化した「ドM向け」雑誌ということで、「おねショタ」物がメインでかなり年齢の高い女子が多く、ロリコン漫画はほとんどなかったが、ロリコン漫画としては「メスガキ」「ロリビッチ」と呼ばれるジャンルの作品が主に掲載された。サキュバスなど「人外」物（見かけはロリ）も目立ち、『Girls forM』vol.10（2015年10月号）で「ロリババア」が初登場。2019年発売のvol.20をもって休刊した。
ロリコン漫画の中でも特に「ロリババア漫画」と呼ばれるジャンルの人気が高まっていたことから、2016年には『COMIC LO』の増刊として『永遠娘』（茜新社）が刊行。好評を得て刊行が続いている。2023年には類似誌として『ロリババア専門アンソロジー 千代娘』（一水社）が創刊された。

### 2020年代
1980年代より同人の主流であった「エロパロ」であるが、2010年代後半に入ると電子書籍の一般化による電子書籍/同人配信サイトの影響拡大もあって、配信に法的リスクがあるエロパロではなくオリジナルを描く人が増えた。電子で単話で読む上では、「商業誌による配信」と「同人作家による配信」は区別がつかず、しかも後者の方が作家の利益が大きいので、同人作家はオリジナル作品を商業に持ち込まず、同人で完結するようになった。特に「ニッチ」であるロリコン漫画はこの影響を如実に受け、2020年代において唯一の商業ロリコン誌である『COMIC LO』も苦境にあえぐようになった。

#### COMIC LOが隔月刊化（2023年）
『COMIC LO』が2023年8月号をもって月刊から隔月刊になった。『LO』は原稿の催促をしない（作家が描きたいものを載せ、描きあがり次第掲載される。少なくとも猫男爵は編集から依頼を受けて描いた作品は一本もないという）、作家の定着率が悪い、商業だけでは生活できなくなっている（例えば大塚子虎は『LO』2019年11月号に掲載したのが最後の商業で、生活の為に同人に移行した）、などと言った理由で、2020年代に入ると原稿が不足することが多くなっていた。原稿募集の告知では「親切な編集者」「固定収入」「LO作家というステータス」「ただ単に楽しい」など、商業誌である『LO』に掲載されるさまざまなメリットをアピールしていたが、作家にはなかなかメリットが見えず、漫画を描くなら『LO』よりも同人の方が自由だし稼げる、また漫画以外にskebやPIXIV FANBOXなど作家が独自にマネタイズできるツールも整ってきたので、何とかしないといけない、と作家の堀出井靖水なども常々訴えていた。しかし改善されず、『ろりとぼくらの。』（2012年）のヒットで『LO』を代表する作家となったクジラックスの最新作『歌い手のバラッド』（2015年-）も、『LO』2020年11月号に掲載された「最終話」をもって『LO』を離れ、同人に移行した。藤坂リリックや鬼束直、不動の巻末うさくん、（竹下けんじろうと絵がそっくりな）猫男爵など、ベテランが誌面を支えていたが、号によっては紙幅が薄くなったり、2023年5月号に至っては丸々再録本になるなど、苦境が続いていた。

## サブジャンル

### ロリコン劇画
「エロ劇画」の手法で「美少女」が描かれる。1970年代末から1980年代初頭にかけて流行したが、現代人にはどう見ても少女には見えない場合も多い。
ロリコンブームの流れを受けて1980年頃から三流劇画誌もロリコン劇画に舵を切り、とくに三大エロ劇画誌のひとつ『漫画エロジェニカ』（海潮社）は中島史雄、村祖俊一、ダーティ松本、谷口敬らを起用するなど、いち早く美少女路線に移行する。これを口火として『漫画大快楽』（檸檬社）も内山亜紀、谷口敬、村祖俊一、火野妖子、五藤加純、牧村みき、小鈴ひろみ、西江ひろあきを起用し、また亀和田武と米沢嘉博が編集長を務めた自販機専門の三流劇画誌『劇画アリス』（アリス出版／迷宮）も吾妻ひでおの『不条理日記』『るなてっく』を連載した。これらの作家から解るように、単に「ロリコン劇画」と言っても作風は幅広く、1980年頃のエロ劇画誌は「ロリコン劇画」と「ロリコン漫画」が混在している物が多かった。
以降、三流劇画における女性キャラの低年齢化が進み、1980年頃から1982年ごろにかけて、『漫画エロリータ』『漫画聖少女』『漫画ロリータ』『劇画ロリコン』『劇画ジッパー』『コミックひろこ』といったロリコン劇画誌が乱立した。ロリコンブームにあやかってロリコン劇画誌が乱立したものだから、人妻専門のエロ劇画家にロリコン劇画を執筆させるなど、掲載作品はあまり質が良いとは言えず、ほとんどは創刊後すぐに廃刊となった。
1982年以降には「ロリコン漫画誌」の創刊ラッシュとなり、「美少女」が描けたロリコン劇画家の多くはロリコン漫画誌に移行した。「美少女」が描けなかった者も、頑張って画風を改めて移行した者は少なくない。
「ロリコン劇画」が生んだ特筆すべき作品としては、『漫画エロス』（司書房）で連載された丸尾末広の『少女椿』（読み切り版は1981年、連載版は1983年-1984年)がある。本作は純然たるポルノグラフィーと言うよりも、1970年代末からの「三流劇画ムーブメント」の流れを汲んだ作家性の強い作品で、連載当時よりサブカルチャーの文脈で評価され、1984年に『ガロ』で有名な青林堂より単行本が刊行され、熱狂的な支持者を生んだ（本作は2024年現在も単行本が入手可能だが、現行の青林工藝舎版の内容は若干修正されている）。また、1990年代後半の鬼畜系ブームに乗って再評価された早見純など、後世にサブカルチャーの文脈で評価されたロリコン劇画の作家が何人かある。

### ロリババア漫画
「ロリコン漫画」の手法で「美少女」が描かれる。そのため、少女に見えるが、設定上の実年齢は高い。少女の姿のままで長命だったり、永遠に生きていたり、実体を持たない存在が仮に少女の姿を取っていたりする。ロリババアは、口調の古さを示すために語尾に「～じゃ。」「～のじゃ。」などと付けるのが典型であるため、「のじゃロリ」とも言う。

### ロリビッチ漫画
「メスガキ漫画」ともいう。ロリなのに、ビッチである。男性よりも上位にあり、男性を「雑魚」呼ばわりする。

### ぷにロリ漫画
「ぷに」なロリ漫画。
注意すべき点として、見かけが「ぷに」だからと言って必ずしも「ロリ」だというわけではない。例えば1990年代におけるぷにキャラの代表例とされる『魔導物語』『ぷよぷよ』シリーズの主人公、アルル・ナジャは、『魔導物語I』（1996年）や『魔導物語 はなまる大幼稚園児』（1996年）においては6歳で、「ぷにロリ」であるが、『魔導物語II ～アルル16才～』（1994年）においては16歳で、見かけ上は「ぷに」であっても「ロリ」ではない。特に『魔導物語』シリーズにおけるアルルは、ゲームのシーンによって「ぷに」だったり「長身」だったりと見かけ上の等身が大きく変わる。「ぷに」にこのような多様性があるのは、1990年代初頭のSDキャラのブームが大きく、この時期には『きんぎょ注意報!』（1989年-1993年、アニメ版は1991年）など、シーンによって等身が大きく変わる作品が多く製作された。

### ロリショタ漫画（インピオ）
「ロリ」と「ショタ」で行う。主に小学生から中学生ぐらいまでの少年少女が対象であり、子供同士の同性愛（百合やBL）は含まない。インターネットスラングでは「インピオ」とも呼ばれる。このスラングは2003年に匿名掲示板「2ちゃんねる」の半角二次元板に投稿された「子供同士でえっちしちゃってる画像」と題するスレッドが初出だが、いちおう文献上の初出は『COMIC LO』2013年12月号、中村カンコ『いんぴお』である。
確認されている最古のインピオ作品は「大人と地続きの子供の性」などをテーマとした川本コオの作品集『現代漫画家自選シリーズ27・ブルーセックス』（青林堂・1973年）に収録された「忘れな橋」「すっぱい季節」「少女のいる風景」の三編である。これらの作品は、子供の残酷性や思春期の心身の変化を、ノスタルジックに描いた叙情派作品となっており、小田光雄は「子供や少年の目を通して描かれた、ジェンダーを否応なく露出していく少女の姿、言ってみれば、『男の子』から見られた『女の子』の原初的イメージ」を描いた作品と評価した。また古川益三が『月刊漫画ガロ』（青林堂）1973年2月号で発表した『紫の伝説』（五の章その一）でも田舎を舞台にした子供同士の性交渉が叙情的な筆致でノスタルジックに描かれている。
もっとも、本作はエロ劇画誌が成立する以前に描かれたもので、ジャンルとしては劇画の手法を取り入れた「青年漫画」であり、直接的な性描写は描かれていない。以後、エロ劇画誌でインピオが描かれることはほとんどなかったが、中島史雄が「おねロリ」の元祖的作品であるロリコン劇画『幼女と少女がもんちっち』を1979年に発表して以降、子供同士の直接的な性行為を描いた、確信犯的なインピオ作品や百合作品を精力的に発表するようになる。
ただ、後続の作家や作品は現れず、やまぐちみゆきは4コマ形式のロリコン漫画『おふざけクミちゃん』（白夜書房・1989年）の中で「子供同士の同性愛（百合）を好む層はいるが、なぜかインピオ的なカップリングを好む層は少ない」旨を伝えていた。そうした中『漫画ホットミルク』（白夜書房）1990年11月号から田沼雄一郎が『SEASON』を連載する（中断期間を経て1998年5月号まで連載）。これは小学生同士の恋愛と性を詩情豊かに描いた長編作品で、漫画評論家の永山薫は「少年漫画的な文体で思春期の心と身体を描いた」「ロリコン漫画やエロ漫画というジャンル的視点を超えてしまった稀有な例」と評している。
その後、藤子不二雄の系譜を引くような絵柄で子供同士の性行為をポップに描いたほしのふうた、ソフト陵辱（SM）がメインのたまちゆき、フルカラーで少年少女の淡い恋愛を描くらする（同人サークル「MIEOW」主宰）など「インピオ系」と呼ぶべき作家群が現れたりもしたが、インピオが一大ジャンルとして確立することはなく、ロリ系アンソロジー『貧乳シリーズ』（あまとりあ社、1999年 - 2007年）や『ぺたふぇち。』（同前、2008年 - 2014年）において子供同士の性行為を扱った単発作品が散見される程度であった。
風向きが変わり始めたのは2010年代からで、綺堂無一やタカハシノヲトなど、インピオ自体をコンセプトにした単行本を一冊丸々打ち出す作家が登場するようになる。またロリ専門作家ではないが、きいろいたまご（単行本『性春ホリック』）や40010試作型（単行本『プロトタイプロリータ』収録「僕の隣の相馬さん」シリーズ）など『COMIC LO』でもインピオを手がける作家が増えてきた。
ただ、それでも「インピオ系」と呼べる作家は決して多くなく、現在までインピオを取り扱った専門誌も刊行されていない。一般的な成年誌に登場する竿役も依然として大人がほとんどで、潜在的な需要はあるものの、ニッチなマイナージャンルであり続けている。

### ペド漫画
ロリコン漫画よりさらに年齢が低い。「ロリコン漫画」よりもさらに市場がニッチな上、殆どの書店では扱ってくれないなど、頒布径路も限られる。2000年代には、専門誌『園ジぇる』が刊行されており、Amazonなどの大手ネット書店でも取り扱っていたが、2012年ごろに販売ページが消されてしまったらしい。

## 初期ロリコン漫画と他ジャンルとの関連
アニメ界では1977年放送の『女王陛下のプティアンジェ』、1982年放送の『魔法のプリンセス ミンキーモモ』、1983年放送開始のぴえろ魔法少女シリーズ『魔法の天使クリィミーマミ』を皮切りに「大きいお友達」と呼ばれる視聴層が女児向けアニメに流入するようになる。1984年夏には中島史雄原作のアダルトアニメ『仔猫ちゃんのいる店』がワンダーキッズから発売され、続いてフェアリーダストからは美少女アニメの金字塔『くりぃむレモン パート1 媚・妹・Baby』（パート3『SF・超次元伝説ラル』とパート10『STAR TRAP』には『シベール』出身の計奈恵と孤ノ間和歩も原作・キャラクターデザイン・作画監督などで制作に参加）がリリースされた。こうして漫画・アニメ・雑誌・同人誌・ゲーム・SF大会・三流劇画・官能小説・ラブコメ・OVA・ロリータビデオ・ロリコンショップ・少女ヌード写真集にまたがる複合的な流れが「ロリコンブーム」として形成されていく。
この流れは美少女ゲーム業界にも波及し、PSKからは吾妻ひでお風の絵柄を採用したアダルトゲーム『ロリータ（野球拳）』（1982年12月）や『不思議の国のアリス』をモチーフにしたアドベンチャーゲーム『ALICE』（1984年7月）がリリースされ、同時期にはエニックス（現・スクウェア・エニックス）からも『マリちゃん危機一髪』（1983年2月発売。ダイナミックプロの槙村ただしが原画担当）や、猟奇的なシチュエーションを多用した『ロリータ・シンドローム』（1983年10月発売。学習漫画で知られる望月かつみが制作。1985年3月に光栄から発売された続編『マイ・ロリータ』は前作を上回る過激さからエニックスに販売拒否される）といった話題作・問題作もリリースされ、いずれも好セールスを記録した。
ちなみにロリコン漫画における「美少女＝ロリータ」というイメージは、漫画やアニメの受容年齢層の上限が拡大したことで現れた「漫画・アニメ調のかわいい絵柄でセクシャルな漫画が読みたい」という「劇画に対して劣勢であった手塚系漫画絵の復権運動におけるアイコン」として祭り上げられたものに過ぎず、別にロリコン縛りである必然性もなかったが、当時の出版業界・写真業界ではロリコンブームの実質的な火付け役となった山木隆夫撮影『Little Pretenders 小さなおすまし屋さんたち』（ミリオン出版／1979年1月）や石川洋司撮影『les Petite Fees ヨーロッパの小さな妖精たち』（世文社／同年11月）といった少女ヌード写真集が大流行しており、版元にとってもセールスしやすいネーミングとして現在の「萌え」に相当する言葉の不在から「ロリコン」という呼称が美少女作品全体を集約・包括するキャッチコピーとして便宜的に用いられたとみられている。これに関して志水一夫は「ロリコン」という言葉がアニメ雑誌で初めてクローズアップされた米沢嘉博の記事「病気の人のためのマンガ考現学・第1回／ロリータ・コンプレックス」（みのり書房『月刊OUT』1980年12月号掲載）で意味が曖昧なまま「ロリコン」という言葉だけが世に広まった結果、本来「ロリータ・コンプレックス」とは異なる対象までも「ロリコン」と呼ばれるような状況が生み出されたと指摘した。

## 20世紀の主なロリコン漫画雑誌
- 『月刊YOUNG KISS』（一水社）
- 『レモンピープル』（あまとりあ社）
- 『プチアップル・パイ』（徳間書店）
- 『COMICキュロットDX』（セルフ出版）
- 『漫画ブリッコ』→『漫画ホットミルク』→『コミックメガキューブ』→『コミックメガプラス』→『コミック0EX』→『コミックメガミルク』→『コミックホットミルク』[100]（セルフ出版→白夜書房→コアマガジン）
- 『コミックマルガリータ』（笠倉出版社）
- 『PETITパンドラ』（一水社）
- 『メロンCOMIC』（ビデオ出版）
- 『いけないCOMIC』（白夜書房）
- 『怪奇と幻想 メディウム』（徳間書店）
- 『ペパーミントCOMIC』（日本出版社）
- 『アリスくらぶ』（群雄社／大洋図書）
- 『月刊COMICロリポップ』（笠倉出版社）
- 『メルティ・レモン』（白泉社）
- 『ホリディCOMIC』（ミリオン出版）
- 『パンプキン』→『バナナキッズ』（白夜書房）
- 『COMICモモ』→『ロリコンKISS』→『月刊COMICロリタッチ』→『コミックBeat』（東京三世社）
- 『まんがチューリップ』→『コミックチューリップ』（大陸書房）
- 『美少女症候群』（ふゅーじょんぷろだくと）
- 『ハーフリータ』（松文館）
- 『いちごダイフク』（松文館）
- 『イチゴみるく』→『COMICポプリクラブ』（大洋書房→晋遊舎→マックス）
- 『リフレックス』（白夜書房）
- 『ペリカンハウス』（司書房）
- 『らずべりーヨーグルト』（蒼竜社）
- 『フェアリーダスト』（ABC出版）
- 『キャンディCOMIC』（日本出版社）
- 『コミックジャンボ』（桃園書房）
- 『COMICアットーテキ』（光彩書房）
- 『漫画ホットパンツ』（フロム出版）
- 『コットンクラブ』（東京三世社）
- 『COMICマンモスクラブ』（セブン新社）
- 『ヤングレモン』（あまとりあ社）
- 『月刊コミックフラミンゴ』（三和出版）
- 『COMICレモンクラブ』（日本出版社）
- 『漫画YOUNGビタミン』（辰巳出版）
- 『コミックランド』（大洋書房）
- 『COMICダッシュ』（辰巳出版）
- 『ヤングヒップ』（ワニマガジン社）
- 『COMICピーチパイ』（一水社）
- 『コミック花いちもんめ』（メディアックス）
- 『COMICパピポ』（フランス書院／コミックハウス）

## 黎明期のロリコン雑誌
ここでは『シベール』（1979年）以外の特筆すべきロリコン同人誌などを列挙する。
『愛栗鼠』
蛭児神建（当時20歳）がC10（1978年冬のコミケ）で頒布した日本初のロリコン同人誌。1978年12月創刊号ピピの号のみ。蛭児神の個人サークルであるアリスマニア集団・キャロルハウス出版部が発行した。数十部程度のコピー誌（蛭児神すら現物を所持していない）かつ性的要素の乏しい文芸誌のためか『シベール』ほど大きな話題にならなかった。手塚治虫『海のトリトン』のピピをはじめ松本零士原作のテレビアニメ『宇宙海賊キャプテンハーロック』に登場するまゆなど複数の幼女キャラが取り上げられている。表紙のカラー部分は手塗り。1978年12月17日発行。44頁。
『ロリータ』
『愛栗鼠』臨時増刊号として蛭児神建がC11（1979年春のコミケ）で頒布した「不健全ロリコン文芸誌」。同年7月の2号で休刊。『シベール』と協力関係を結び、吾妻ひでお、沖由佳雄、孤ノ間和歩が原稿やイラストを寄稿している。志水一夫は「読物あり漫画ありキャラ・ヌードありの、正に現在のほぼすべてのロリコン誌の先駆」と評している。アリスマニア集団・キャロルハウス出版部発行。
『少女アリス』
アリス出版が1979年6月頃から1981年6月まで刊行していた自販機本。創刊編集長はアリス出版初代社長の小向一実。2代目編集長はロリコンブームの仕掛け人とされる川本耕次。通巻25号で終刊。ロリコンをテーマにした雑誌の第1号で「少女の恥部とかわいらしさを求めるアリスの少女愛好家のため」の雑誌を標榜し、最盛期の1980年8月には自販機雑誌としては破格の5万部を売り上げた。本誌は1982年にロリータ誌に転向した白夜書房発行の『ヘイ!バディー』に先駆けて刊行されていた美少女総合月刊誌であるが、メインであるヌードグラビアのモデルは全て18才以上であり、本物の少女ヌードは一切取り扱っていない所謂「疑似ロリータ誌」であった。しかしながら「当時、娘の制服を借りて来たのか、と張り倒したくなるようなババアがセーラー服姿でニカッと笑っているのが普通でさえあった自販機本業界にあって、おそらく本物の十代の少女が登場する数少ない総合グラフ誌」（斉田石也談）でもあったという。
『AMA』
1979年12月創刊。81年7月の第4号で終刊。東京アニメニア・アーミー発行。『機動戦士ガンダム』の成人向け同人誌。男性向けアニパロ誌の嚆矢として知られる。
『ロータリー』
1980年7月創刊。1989年夏コミ時点で27号。ロータリークラブ発行。あるデザイン学校の学生が『シベール』を見て自分たちも同様の同人誌の発行を志す。1981年夏のコミケにおけるロリコンファンジンの大量出現の契機を作る。
『クラリス狂専誌 クラリスMAGAZINE』
1980年8月創刊。同年12月の2号で休刊。A・W・S・C内クラリスマガジン編集室発行。さえぐさじゅんによる『ルパン三世 カリオストロの城』の非エロ同人誌。ロリコンファンジンの中核としてコミケで人気を博すが、増刷時の未発送トラブル（サークル関係者ではなく再販時の関係者の不祥事）で再販予約を募った『アニメック』誌を巻き込んだ「同人誌史上最大の詐欺事件」と呼ばれる「クラリスマガジン事件」を引き起こした。
『幼女嗜好』
1980年9月創刊の過激派ロリコン文芸誌。変質社（蛭児神建）発行。4号で終刊。主に幼女姦を主題にした猟奇的な官能小説やイラスト・漫画で構成された。表紙の幼女は『機動戦士ガンダム』に登場するキッカ・キタモト。また『ロリコン大全集』（群雄社出版・1982年）には出張版も掲載されている。ちなみに1981年冬のC19で頒布された『SMロリータ』は蛭児神が「落ちる所まで落ちてやる」つもりで作った臨時増刊号。
『人形姫』
1980年12月創刊。サーカスマッドカプセル（千之ナイフや破李拳竜が中心のサークル）発行。少女サイボーグやピグマリオンコンプレックスを主題とした同人誌。のちに『レモンピープル』の主力作家陣として同誌黎明期を支えた。
『のんき』
1980年12月創刊。鬼畜系・リョナの元祖的存在である洋森しのぶ（現・みやすのんき）主宰。おとぼけ企画のんき編集室発行。アニメキャラのヌードを主題にした同人誌で創刊号は『機動戦士ガンダム』のギャルズ特集、2号はセイラ・マス特集、3・4号はロリコン特集となっている。1982年12月までに5号を刊行。当時としては過激な内容から印刷所が自主回収したとされる。
『赤本』
やおいサークル「FOX」代表が黒本『シベール』に対抗して1981年春頃に発行した男性向け同人誌。主な素材は当時一部の女性に人気があったテレビアニメ『超電磁マシーン ボルテスV』『闘将ダイモス』『J9シリーズ』など。計奈恵によれば「最初に見た女性作家の男性向け同人誌」だったと述懐している。『赤本』完成直後『シベール』の終刊を知った製作者の女性は「黒本が話題なので男性向けに挑戦しようと『噂の赤本』を創ったのに、シベが解散しちゃうんだもんなぁ」と苦笑したという。
『ヴィーナス』
1981年5月創刊、同年11月の第3号で終刊。ムーンライン製作室発行。「アニメ女性キャラクター・ヌード専門誌」を名乗る。1981年夏のコミケにおけるロリコンファンジンの大量出現の契機を作るが、当時としては過激な内容から印刷所が自主回収したとされる。
『プティアンジェ専門誌 アンジェ』
1981年冬のコミケで蛭児神建が創刊した『女王陛下のプティアンジェ』のアニパロ同人誌。蛭児神の人脈が総動員されており、吾妻ひでお、沖由佳雄、三鷹公一、破李拳竜、孤ノ間和歩など元シベール編集部やサーカスマッドカプセルなどの人気サークルが大集結した。全104頁。
『プチパンドラ』
蛭児神建編集のモンド系ロリコン漫画雑誌（雑誌コードが取られていないため正確にはムック本）。1984年から1987年まで全12冊を刊行した。一水社発行。キャッチコピーは「どうせ亜流誌 みんなでレミング」。著名な愛読者に『美少女戦士セーラームーン』原作者の武内直子がいる。主な執筆陣は新田真子、沖由佳雄、万寺タツヤ、雨宮じゅん、森山塔、帯ひろ志、やまぐちみゆき。

### 単行本・ムック
- 米沢嘉博『戦後エロマンガ史』青林工藝舎、2010年4月22日。（担当者：浅川満寛）
- 永山薫『増補 エロマンガ・スタディーズ「快楽装置」としての漫画入門』筑摩書房〈ちくま文庫〉、2014年4月10日。
- 蛭児神建責任編集・監修『ロリコン大全集』編集発行：群雄社出版株式会社／発売：都市と生活社 1982年5月31日[注釈 3]
- 高桑常寿＋ふゅーじょんぷろだくと編『ロリコン白書―ロリコン同人誌ベスト集成』編集発行：エンドレス企画／発売：白夜書房 1982年7月[注釈 4]
- 別冊宝島104『おたくの本』JICC出版局 1989年12月
  - 土本亜理子「ロリコン、二次コン、人形愛―架空の美少女に託された共同幻想」『別冊宝島』第104巻、JICC出版局、102 - 115頁。
- 吾妻ひでお『夜の魚』太田出版（太田COMICS 芸術漫画叢書）1992年9月（担当者：大塚英志）[129][注釈 5]
- 辰巳出版『同人漫画大百科』1992年10月
  - 米沢嘉博、森野うさぎ「同人漫画家インタビュー 森野うさぎ」『同人漫画大百科』、114 - 117頁。
  - 米沢嘉博「同人誌の歴史」『同人漫画大百科』、122 - 127頁。
- KKベストセラーズ『ベストの本3 SEXYコミック大全―マンガで「抜く」時代がやってきた!』1998年8月
  - 米沢嘉博「略史・エロとマンガの密やかな関係」『ベストの本』第3巻、22 - 27頁。
- 大塚英志＋ササキバラ・ゴウ『教養としての〈まんが・アニメ〉』講談社〈講談社現代新書〉2001年5月
- 東浩紀編著『網状言論F改―ポストモダン・オタク・セクシュアリティ』青土社 2003年1月
  - 竹熊健太郎「オタク第一世代の自己分析―あくまで個人的立場から」
- ササキバラ・ゴウ『〈美少女〉の現代史―「萌え」とキャラクター』講談社〈講談社現代新書〉2004年5月
- 吉田正高『二次元美少女論―オタクの女神創造史』二見書房 2004年9月
- 阿島俊『漫画同人誌エトセトラ'82〜'98 状況論とレビューで読むおたく史』久保書店、2004年9月。
- コミックマーケット準備会『コミックマーケット30’sファイル』青林工藝舎 2005年7月
- 蛭児神建（元）『出家日記―ある「おたく」の生涯』角川書店 2005年11月
- ヨコタ村上孝之『マンガは欲望する』筑摩書房、東京、2006年7月15日。ISBN 978-4480873514。
- 吾妻ひでお『逃亡日記』日本文芸社 2007年1月
- 難波功士『族の系譜学―ユース・サブカルチャーズの戦後史』青弓社 2007年6月
- 家族機能研究所『アディクションと家族 第25巻2号―日本嗜癖行動学会誌』2008年8月 pp.107-112[注釈 6]
- 霜月たかなか『コミックマーケット創世記』朝日新聞出版〈朝日新書〉2008年12月／Kindle版 2013年6月
- 吉本たいまつ『おたくの起源』NTT出版、東京、2009年2月9日。ISBN 978-4-75714-209-1。
- 高月靖『ロリコン―日本の少女嗜好者たちとその世界』バジリコ、東京、2009年10月7日。ISBN 978-4-86238-151-4。
- KAWADE夢ムック『文藝別冊［総特集］吾妻ひでお 美少女・SF・不条理ギャグ、そして失踪』河出書房新社 2011年4月30日
  - 吾妻ひでお「吾妻ひでお 2万5千字 ロングインタビュー 現代日本的美意識「かわいいエロ」の創造者」『文藝別冊［総特集］吾妻ひでお』、10 - 44頁。
  - 吾妻ひでお、山本直樹「リスペクト対談：吾妻ひでお×山本直樹」『文藝別冊［総特集］吾妻ひでお』、138 - 154頁。
  - 森川嘉一郎「吾妻ひでおはいかにして「おたく文化の祖」になったか」『文藝別冊［総特集］吾妻ひでお』、179 - 186頁。[注釈 7]
  - 大塚英志「吾妻ひでおを再び「流通」させる理由」『文藝別冊［総特集］吾妻ひでお』、192 - 195頁。
- 川本耕次『ポルノ雑誌の昭和史』筑摩書房〈ちくま新書〉、2011年10月。
- おおこしたかのぶ『美少女マンガ創世記 ぼくたちの80年代』徳間書店 2014年9月
  - 「Column*02 新世代によるエロ漫画の躍進」。
- 藤脇邦夫『出版アナザーサイド ある始まりの終わり 1982-2015』本の雑誌社、東京、2015年12月30日。ISBN 978-4-86011-280-6。
- 竹内オサム・西原麻里編著『世界文化シリーズ別巻2 マンガ文化55のキーワード』ミネルヴァ書房 2016年2月
- 大塚英志『「おたく」の精神史 一九八〇年代論』星海社〈星海社新書〉、2016年3月24日。（装画：早坂未紀）
- 大塚英志『二階の住人とその時代 転形期のサブカルチャー私史』星海社新書 2016年4月（装画：吾妻ひでお）
- 稀見理都『エロマンガノゲンバ』三才ブックス 2016年12月
- 北田暁大＋解体研『社会にとって趣味とは何か 文化社会学の方法規準』河出書房新社〈河出ブックス〉2017年3月
- 宮本直毅『エロゲー文化研究概論 増補改訂版』総合科学出版 2017年5月
- 稀見理都「補遺2『美少女コミック』と『エロマンガ』の違い」『エロマンガ表現史』、太田出版、2017年11月、360 - 362頁。
- 新野安・氷上絢一『エロマンガベスト100＋』三才ブックス、2022年5月

### 雑誌
- みのり書房『月刊OUT』1978年8月号「吾妻ひでおのメロウな世界」（担当者：川本耕次＋米沢嘉博）[132]
- みのり書房『月刊OUT』1980年12月号
  - 米沢嘉博「病気の人のためのマンガ考現学・第1回／ロリータコンプレックス」
- ラポート『アニメック』17号（1981年4月）特集「“ろ”はロリータの“ろ”」[133]
- ラポート『ふゅーじょんぷろだくと』1981年10月号「特集／ロリータあるいは如何にして私は正常な恋愛を放棄し美少女を愛するに至ったか」（担当者：小形克宏）
  - 吾妻ひでお＋谷口敬＋野口正之＋蛭児神建＋早坂未紀＋川本耕次「ロリコン座談会──ロリコンの道は深くて険しいのだ」
  - 原丸太「ロリコンファンジンとは何か──その過去・現在・未来  ロリコン同人誌界分布図の試み」
  - 原丸太「シベールとは何だったのか──もはや手に入れようとしてもままならぬ幻の『シベール』。無念の思いをかみしめているファンも多い筈。だがその中味となると意外と知られてない。」
- 月刊『宝島』臨時増刊号『マンガ宝島』JICC出版局 1982年3月
  - 北崎正人「三流劇画ムーブメント・エロ劇画ルネッサンスが残したもの」
  - 村上知彦「ニューコミック派宣言 “ニューウェーブ”から“ロリコン”“中道定着路線”、そして“ニューコミック”へ」
- 小学館『GORO』1982年3月11日号「成熟した女を愛せないロリコン・ボーイの世界からキミは本当に脱出しているか」
- アニメージュ増刊『アップル・パイ 美少女まんが大全集』徳間書店 1982年3月
- 原丸太「ロリコン同人誌レビュー 幻の『シベール』伝説にはじまるロリコン同人誌の覚醒期を経て今日のブーム到来までをロリコン雑誌研究家・原丸太がドキュメント」。
- みのり書房『月刊OUT』1982年4月号
  - 米沢嘉博「ロリコンブームに物もうす」
- 徳間書店『アニメージュ』1982年5月号
  - アニメージュ編集部「ここまで来た『ロリコン』ブーム。その最前線を追う!」
- 潮出版社『潮』1982年9月号
  - 岩田薫「大学生をおおうロリコン症候群」
- サンデー社『Mr.Dandy』1982年11月号（No.129）
  - 目方海里「ロリコンマンガ・ブームの裏に潜む現代社会の抑圧された性」
- 創出版『創』1982年12月号
  - 高取英「若者を覆う“ロリコンブーム”の仕掛人」『創』1982年12月号、創出版、140 - 147頁。
- 朝日新聞社『朝日ジャーナル』1984年5月14日号
  - 米沢嘉博「『美少女』たちを主人公にしたロリコンブームは、いま同人マンガ誌の世界で大盛況だ。『レモンピープル』を筆頭に同人誌的な季・月刊誌、単行本が、かつての『ガロ』『COM』のような勢いなのだ」
- ふゅーじょんぷろだくと『COMIC BOX Jr.』1984年12月号「特集／ロリータ・シンドローム」
  - 石清水了ほか「床下放談：それからのロリコン それからのファンジン」
- 日本出版社『レモンクラブ』1990年12月号〜1991年7月号
  - 池本浩一「なつかしの業界ケンカ史─大魔神・蛭児神建の怒り」
- 日本出版社『レモンクラブ』1991年8月号〜1991年12月号
  - 池本浩一「なつかしの業界ケンカ史─ブリッコ盛衰記」
- 宝島30編集部＋東京公司『宝島30』1994年9月号、宝島社、1994年9月8日。
  - 青山正明、志水一夫、斉田石也「受験と女権とロリータ文化」『宝島30』1994年9月号、138 - 145頁。
  - 青山正明「ロリータをめぐる冒険」『宝島30』1994年9月号、164 - 168頁。
- パルコ出版『流行観測アクロス』1996年9月号
  - 竹熊健太郎×岡田斗司夫「オタク・サブカル大放談(4) オタク最大のタブーに迫る オタクセックスとは?」
- 大塚英志「ぼくと宮崎勤の'80年代 第10回 マッチョなものの行方」『諸君!』1998年7月号、文藝春秋、234 - 239頁。
- 大塚英志、吾妻ひでお「吾妻ひでおインタビュー 今度出て行くときは『出て行きます!』って言ってからにします──無頼派の作家が書いた小説、放浪の詩人が編んだ詩集、破滅派のまんが家が描いたまんがそのものを、本当に生きてしまった人、吾妻ひでお。本人が語る、誰のものでもない人生。」『Comic新現実』第3巻、角川書店、2005年2月、10 - 22頁。
- 大塚英志「吾妻ひでおのいる場所」『Comic新現実』第3巻、角川書店、2005年2月、96 - 97頁。
- 大塚英志「特集・真説おたくの精神史―解題」『Comic新現実』第4巻、角川書店、2005年4月、76 - 77頁。

### 論文
- 木下信一『日本のサブカルチャーにおける《ルイス・キャロル＝ロリータ・コンプレックス》像の定着史』日本ルイス・キャロル協会編『Mischmasch』Vol.7, pp.74-95, 2004年。
- 一ノ瀬健太『クラリス・クライシス ─なぜ日本でロリコン文化が花開いたのか?─』東京藝術大学修士論文 2015年
- Mark McLelland編『The End of Cool Japan―Ethical, Legal, and Cultural Challenges to Japanese Popular Culture』Routledge 2016年8月
  - Patrick W. Galbraith「“The Lolicon guy”―some observations on researching unpopular topics in Japan」[注釈 8]

### 同人誌
- 無気力プロ『シベール』Vol.1-7（1979年4月 - 1981年4月）
- 漫画の手帖事務局『漫画の手帖』3号（1981年2月）
- 漫画の手帖事務局『漫画の手帖』4号（1981年6月）※『シベール』廃刊を伝える小記事が14頁に掲載
- 漫画の手帖事務局『漫画の手帖』79号（2020年4月）
- 望月智充編『別冊アニコム 少女愛好家のために』早稲田大学アニメーション同好会 1981年10月
  - 小俣誠＋佐野邦彦「こうして私は同人誌した──吾妻ひでお・高橋葉介・高橋留美子・同人誌作品カタログ」
- 米澤英子ほか『米澤嘉博に花束を』虎馬書房、2007年8月
- 小形克宏ほか『川本耕次に花束を』迷路'23、2023年8月初版 / 2023年10月増補改訂
- Up-Beat Underground『懐かしの同人誌：郷愁同人誌専門マガジン』VOLUME.1（70年代〜1985 収集記録）2008年5月
- 降間『ロリコンブームの後を追って』暗黒拠点月、2020年8月初版 / 2021年6月増補改訂[注釈 9]
- 新野安編『〈エロマンガの読み方〉がわかる本7 特集：ロリータ 〜21世紀のロリマンガ〜』夜話.zip、2023年8月

### WEBサイト
- Matteo Watzky (2021年4月17日). “ロリコンから萌えへ：美少女の冒険” (英語).  Full Frontal. 2021年6月20日閲覧。
- 早坂未紀の世界「1970年代の資料」 - ウェイバックマシン（2019年3月30日アーカイブ分）
- 早坂未紀の世界「1980年代の資料」 - ウェイバックマシン（2019年3月30日アーカイブ分）
- 川本耕次（&竹熊健太郎）トークイベント（2011年05月21日） - 倉田わたるの廃墟通信
- SFと美少女の季節（吾妻ひでおと川本耕次の関連年表） - 明治大学米沢嘉博記念図書館
- 沖由佳雄＋KAZUNA（計奈恵）トークイベント「『シベール』の頃」 - 明治大学米沢嘉博記念図書館
- 吾妻ひでお美少女実験室 / 吾妻ひでおマニアックス - 明治大学博物館
- 吉田正高 (2008年1月20日). “コミケ73カタログ出張版「戦後コンテンツ文化の発展にみるコミックマーケットの意義―その1」”.   AIDE新聞（共信印刷Web事業部）. 2020年6月20日閲覧。
- ばるぼら (2008年10月19日). “ある編集者の遺した仕事とその光跡 天災編集者!青山正明の世界 第29回 ロリコンにおける青山正明（1）”.   WEBスナイパー（大洋図書Web事業部）. 2020年4月27日閲覧。
- ばるぼら (2008年10月26日). “ある編集者の遺した仕事とその光跡 天災編集者!青山正明の世界 第30回 ロリコンにおける青山正明（2）”.   WEBスナイパー（大洋図書Web事業部）. 2020年1月25日閲覧。
- 黒沢哲也 (2013年1月). “手塚マンガあの日あの時 第26回：手塚萌えの異色作『プライムローズ』の時代!!”.   『虫ん坊』2013年1月号（手塚プロダクションWeb事業部）. 2021年5月24日閲覧。
- 米沢嘉博の仕事：暫定版─少女漫画関係を中心に／版元別［雑誌掲載状況調べ］みのり書房
- 永山薫 (2010年8月21日). “80年代初期ロリコン漫画誌の時代−SFと美少女からエロ漫画への変遷を辿って”.   WEBスナイパー（大洋図書Web事業部）. 2019年10月14日閲覧。
- 昼間たかし (2012年11月8日). “昼間たかしの100人にしかわからない本千冊 10冊目 ロリコンはやっぱり永遠にロリコンだった……のか?『改訂版 ロリコン大全集』”.   日刊サイゾー（サイゾーWeb事業部）. 2020年4月27日閲覧。
- 木澤佐登志 (2013年10月26日). “世間では吾妻ひでおを所謂「オタクカルチャー」または「萌え」の始祖とする向きがあるようだが…”.   Mal d’archive. 2020年1月31日閲覧。
- たまごまご (2015年1月16日). “ロリコンの原点はルパン三世だった? 宮崎駿が考えるロリコンとは”.  エキサイトレビュー. 2020年2月10日閲覧。
- 佐野邦彦 (2017年2月26日). “VANDA以前にマンガとアニメのミニコミ『漫画の手帖』を作り拡大していくヒストリー。休学しながら収集、転売で暮らした3年や、新進気鋭だったマンガ家達のエピソード、無名の宮崎駿が評価される過程など70~90年代の思い出です。”.   WebVANDA. 2020年4月27日閲覧。
- 川本耕次 (2018年11月25日). “怪しい編集者”.   ネットゲリラ. 2020年1月27日閲覧。
- 川本耕次 (2019年10月21日). “代表作はガス屋のガス公”.   ネットゲリラ. 2020年1月27日閲覧。
- 同人用語の基礎知識 / ロリコン誌について - ぱらだいす☆あ〜み
- 1980年代のエロ漫画（成年誌） - メガネの殿堂
- 1980年代のエロ漫画（少年誌） - メガネの殿堂
- 無気力プロのこと - 吾妻ひでお作品のあらすじ
- 映画『シベールの日曜日』など - 吾妻ひでお作品のあらすじ
- 少女アリス掲載の作品群 - 吾妻ひでお作品のあらすじ